# A Debreceni VSC 2015–2016-os szezonja
Ez a szócikk a Debreceni VSC 2015–2016-os szezonjáról szól, mely sorozatban a 23., összességében pedig a 38. idénye a csapatnak a magyar első osztályban. A klub fennállásának ekkor volt a 113. évfordulója.
A nyári másfél hetes pihenő utáni első első napokban a csapat vezetősége bejelentette, hogy a Kondás Elemér vezette szakmai stábbal 2 évre meghosszabbította szerződését.
A csapat a hazai kiírások mellett az Európa-ligában is szerepel, amit az 1. selejtezőkörben kezdett, a montenegrói FK Sutjeska Nikšić ellenfeleként. Az első mérkőzésen, hazai pályán 3–0-s győzelmet szerzett a debreceni alakulat, míg a visszavágón 2–0-s vereség lett a végeredmény, de összesítésben 3–2-vel továbbjutottak. A 2. selejtezőkörben a lett Skonto FK ellen idegenben 2–2-es eredményt ért el a hajdúsági csapat. A visszavágón hatalmas fölényben játszott a DVSC és szebbnél szebb támadásokat vezetve 9–2-re győzték le lett ellenfelüket, így 11–4-es összesítéssel jutottak tovább. A 3. selejtezőkörben norvég Rosenborg BK ellen hazai pályán kezdték a párharcot a debreceniek, melyet hatalmas csatában 3–2-re elvesztettek. Erre a mérkőzésre visszatértek a stadionba a Loki ultrák és fantasztikus hangulatot varázsoltak a több, mint 10.000 néző számára. A visszavágón 3-1 arányban győzött a norvég csapat, így összesítésben 6–3-as eredménnyel ők jutottak tovább, a DVSC pedig kiesett az európai kupasorozatból.
A teljesen átalakított hazai bajnokságot idegenben, az újonc Békéscsaba ellenfeleként, a hosszabbításban elért szerencsés öngóllal végül győzelemmel kezdte a Loki. A második fordulóban, a szezon első hazai találkozóján a Puskás Akadémiát fogadta a hajdúsági csapat és a szerény érdeklődés mellett lezajlott összecsapáson végül 1–1-es eredmény született.
A bajnokságot a harmadik, bronzérmes helyen zárta a csapat, így a 2016–2017-es Európa-liga selejtezőjében indulhat.

## Játékoskeret
Utolsó módosítás: 2016. február 13.

*A vastaggal jelzett játékosok felnőtt válogatottsággal rendelkeznek.
| #  |                     | Poszt | Név                 |
| -- | ------------------- | ----- | ------------------- |
| 1  | Magyarország        | K     | Slakta Balázs       |
| 3  | Magyarország        | V     | Szatmári Csaba      |
| 8  | Magyarország        | KP    | Holman Dávid        |
| 10 | Magyarország        | CS    | Tisza Tibor         |
| 11 | Magyarország        | KP    | Ferenczi János      |
| 13 | Magyarország        | V     | Lázár Pál           |
| 14 | Magyarország        | V     | Kuti Krisztián      |
| 16 | Bosznia-Hercegovina | KP    | Ognyen Dzselmics    |
| 17 | Magyarország        | V     | Mészáros Norbert    |
| 18 | Magyarország        | V     | Máté Péter          |
| 19 | Magyarország        | V     | Barna Szabolcs      |
| 20 | Magyarország        | CS    | Takács Tamás        |
| 21 | Magyarország        | V     | Ludánszki Bence     |
| 22 | Horvátország        | K     | Bozsidar Radosevics |
| 23 | Magyarország        | KP    | Bereczki Dániel     |

| #  |                     | Poszt | Név                    |
| -- | ------------------- | ----- | ---------------------- |
| 25 | Szerbia             | V     | Dusan Brkovics         |
| 26 | Szenegál            | CS    | Ibrahima Sidibe        |
| 27 | Magyarország        | KP    | Bódi Ádám              |
| 28 | Magyarország        | V     | Nagy Zoltán            |
| 30 | Magyarország        | K     | Balogh János           |
| 33 | Magyarország        | KP    | Varga József           |
| 39 | Franciaország       | CS    | Adamo Coulibaly        |
| 53 | Magyarország        | KP    | Berdó Péter            |
| 55 | Magyarország        | KP    | Szakály Péter          |
| 69 | Magyarország        | V     | Korhut Mihály          |
| 70 | Magyarország        | CS    | Kulcsár Tamás          |
| 77 | Bosznia-Hercegovina | V     | Alekszandar Jovanovics |
| 87 | Magyarország        | K     | Verpecz István         |
| 88 | Magyarország        | CS    | Horváth Zsolt          |

### Kölcsönben van
| # |              | Poszt | Név                                      |
| - | ------------ | ----- | ---------------------------------------- |
|   | Magyarország | V     | Szilvási Péter – Mezőkövesd-Zsóry        |
|   | Magyarország | KP    | Sós Bence – Mezőkövesd-Zsóry             |
|   | Magyarország | KP    | Varga Kevin – Balmazújvárosi FC          |
|   | Hollandia    | CS    | Geoffrey Castillion – Puskás Akadémia FC |

### Átigazolások
2015. évi nyári átigazolási időszak, 
 2016. évi téli átigazolási időszak
| Név                 | Nemzetiség         | Poszt              | Életkor            | Honnan                  | Időpont            | Év                 | Név                 | Nemzetiség         | Poszt              | Életkor            | Hová                     | Időpont            | Év                 |
| Érkezett játékosok  | Érkezett játékosok | Érkezett játékosok | Érkezett játékosok | Érkezett játékosok      | Érkezett játékosok | Érkezett játékosok | Távozott játékosok  | Távozott játékosok | Távozott játékosok | Távozott játékosok | Távozott játékosok       | Távozott játékosok | Távozott játékosok |
| Horváth Zsolt       | magyar             | CS                 | 27                 | MTK Budapest            | 2015. 06. 16.      | 3                  | Selim Bouadla       | francia            | KP                 | 27                 | Académica                | 2015. 06. 04.      | 2                  |
| Balogh János        | magyar             | K                  | 32                 | Nyíregyháza Spartacus   | 2015. 06. 17.      | 2                  | Wittrédi Dávid      | magyar             | CS                 | 28                 | Kozármisleny SE          | 2015. 07. 18.      | sz.b.              |
| Króner Martin       | magyar             | V                  | 21                 | Zalaegerszegi TE        |                    | k.v.               | Króner Martin       | magyar             | V                  | 21                 | Zalaegerszegi TE         | 2015. 07. 13.      | k.u.v.             |
| Kovács Ádám         | magyar             | CS                 | 24                 | Soproni VSE             |                    | k.v.               | Bényei Balázs       | magyar             | V                  | 25                 | Békéscsaba 1912 Előre    | 2015. 07. 10.      | k.u.v.             |
| Sigér Dávid         | magyar             | KP                 | 24                 | Balmazújvárosi FC       |                    | k.v.               | Rene Mihelics       | szlovén            | CS                 | 27                 | Hapoel Ra'anana AFC      | 2015. 08. 31.      |                    |
| Szécsi Gergő        | magyar             | K                  | 26                 | Várda SE                |                    | k.v.               | Igor Morozov        | észt               | V                  | 26                 |                          | 2015. 08. 31.      |                    |
| Kondás Kristóf      | magyar             | KP                 | 21                 | Várda SE                |                    | k.v.               | Kovács Ádám         | magyar             | CS                 | 24                 |                          | 2015. 08. 31.      | sz.b.              |
| Bozsidar Radosevics | horvát             | K                  | 26                 | Balmazújvárosi FC       | 2015. 06. 24.      | 2                  | Böszörményi Dániel  | magyar             | V                  | 21                 |                          | 2015. 08. 31.      | sz.b.              |
| Szilvási Péter      | magyar             | V                  | 21                 | Greuther Fürth          | 2015. 07. 01.      | 3                  | Zsidai László       | magyar             | KP                 | 29                 | Puskás Akadémia FC       | 2016. 01. 07.      |                    |
| Geoffrey Castillion | holland            | CS                 | 24                 | FC Universitatea Cluj   | 2015. 07. 01.      | 4                  | Geoffrey Castillion | holland            | CS                 | 24                 | Puskás Akadémia FC       | 2016. 01. 12.      | k: fél év          |
| Adamo Coulibaly     | francia            | CS                 | 34                 | RC Lens                 | 2015. 11. 03.      | 2016.06.30. + 1 év | Balogh Norbert      | magyar             | CS                 | 19                 | Palermo                  | 2016. 01. 13.      | 4,5                |
| Holman Dávid        | magyar             | CS                 | 22                 | KKS Lech Poznań         | 2016. 01. 22.      | 4                  | Sós Bence           | magyar             | KP                 | 21                 | Mezőkövesd–Zsóry         | 2016. 01. 23.      | k.                 |
| Takács Tamás        | szerb              | CS                 | 24                 | Diósgyőri VTK           | 2016. 01. 29.      | 4                  | Szilvási Péter      | magyar             | V                  | 21                 | Mezőkövesd–Zsóry         | 2016. 01. 23.      | k.                 |
| Ognyen Dzselmics    | bosnyák            | KP                 | 27                 | FK Željezničar Sarajevo | 2016. 02. 04.      | 3                  | Szécsi Márk         | magyar             | CS                 | 21                 | Nyíregyháza Spartacus FC | 2016. 02. 08.      |                    |

Megjegyzés: (k.v.) = kölcsönből vissza; (k.) = kölcsönbe; (k.u.v.) = kölcsön után végleg; (sz.b.) = szerződés bontás; (a.p.b.) = aktív pályafutását befejezte

## Statisztikák
Utolsó elszámolt mérkőzés dátuma: 2016. április 30.

### Összesített statisztika
A felkészülési mérkőzéseket nem vettük figyelembe.
| Lejátszott mérkőzés                      | 46 (33 OTP Bank Liga, 7 Magyar kupa, 6 Európa-liga) |
| Győzelem                                 | 20 (14 OTP Bank Liga, 4 Magyar kupa, 2 Európa-liga) |
| Döntetlen                                | 14 (11 OTP Bank Liga, 2 Magyar kupa, 1 Európa-liga) |
| Vereség                                  | 12 (8 OTP Bank Liga, 1 Magyar kupa, 3 Európa-liga) |
| Szerzett gól                             | 75 (45 OTP Bank Liga, 13 Magyar kupa, 17 Európa-liga) |
| Kapott gól                               | 49 (33 OTP Bank Liga, 4 Magyar kupa, 12 Európa-liga) |
| Gólkülönbség                             | +26 |
| Sárga lap                                | 93 (66 OTP Bank Liga, 14 Magyar kupa, 13 Európa-liga) |
| Kiállítás                                | 6 (4 OTP Bank Liga, 1 Magyar kupa, 1 Európa-liga) |
| Legtöbbet figyelmeztetett játékos        | minden kiírás: 12 figyelmeztetés Jovanović (12 ) minden hazai kiírás: 10 figyelmeztetés Jovanović (10 ) csak OTP Bank Liga: 6 figyelmeztetés Bódi (6 ) |
| Legtöbbször pályára lépő játékos         | minden kiírás: 46 mérkőzésből 41-szer: Jovanović, 40-szer: Korhut, 38-szor: Bódi, 37-szer: Brković, 36-szor: Mészáros, 34-szer: Varga, 31-szer: Tisza, 29-szer: Szakály és Sidibe csak OTP Bank Liga: 33 mérkőzésből 31-szer: Korhut, 29-szer: Mészáros és Jovanović, 28-szor: Brković, 27-szer: Bódi, 25-ször: Varga, 24-szer: Radošević, 23-szor: Sidibe                                                                                           |
| Legnagyobb arányú győzelmek              | 9–2 Skonto FK, otthon (2015. 07. 24. – Európa-liga, 2. selejtezőkör) és 7–0 Békéscsaba 1912 Előre, otthon (2015. 10. 17. – OTP Bank Liga, 12. forduló), 5–0 Nyíregyháza Spartacus FC, otthon (2016. 03. 01. – Magyar Kupa negyeddöntő, visszavágó), 4–0 Vasas SC, otthon (2016. 02. 13. – OTP Bank Liga, 20. forduló) |
| Legnagyobb arányú vereségek              | 0–3 Ferencvárosi TC, otthon (2015. 08. 22. – OTP Bank Liga, 6. forduló) 0–3 Ferencvárosi TC, idegenben (2015. 11. 28. – OTP Bank Liga, 17. forduló) 0–3 Budapest Honvéd FC, otthon (2016. 03. 12. – OTP Bank Liga, 25. forduló) |
| Legmagasabb hazai nézőszám               | 10 532 néző, Rosenborg BK 2–3 (2015. 07. 30. – Európa-liga, 3. selejtezőkör) |
| Legalacsonyabb hazai nézőszám            | 500 néző, Szeged 2011–Grosics Akadémia 3–0 (2015. 11. 18. – Magyar kupa nyolcaddöntő, visszavágó) |
| Leghosszabb bajnoki veretlenségi sorozat | 2015-ben: 8 mérkőzés: szept. 12-től (OTP Bank Liga 2015–2016, 8. forduló, DVSC–MTK) – nov. 21-ig (OTP Bank Liga 2015–2016, 16. forduló, DVSC–DVTK) és 7 mérkőzés: máj. 10-től (OTP Bank Liga 2014–2015, 27. forduló, Ferencváros–DVSC) – aug. 2-ig (OTP Bank Liga 2015–2016, 3. forduló, Honvéd–DVSC) csak a jelenlegi szezonban: 8 mérkőzés: szept. 12-től (OTP Bank Liga 8. forduló, DVSC–MTK) – nov. 21-ig (OTP Bank Liga 16. forduló, DVSC–DVTK) |
| Góllövőlista                             | 10 gól: Tisza (6 OTP Bank Liga, 1 Magyar kupa, 3 Európa-liga) 8 gól: Sidibe (5 OTP Bank Liga, 0 Magyar kupa, 3 Európa-liga) 7 gól: Horváth (6 OTP Bank Liga, 1 Magyar kupa, 0 Európa-liga) és Takács (4 OTP Bank Liga, 3 Magyar kupa, 0 Európa-liga) 6 gól: Castillion (2 OTP Bank Liga, 1 Magyar kupa, 3 Európa-liga) 5 gól: Balogh (3 OTP Bank Liga, 0 Magyar kupa, 2 Európa-liga) 4 gól: Brković (1 OTP Bank Liga, 1 Magyar kupa, 2 Európa-liga)  |
| Pont*                                    | 53/99 (53,5%) |

* Csak az OTP Bank Liga kiírást figyelembe véve.

### Kiírások
Dőlttel a jelenleg még le nem zárult kiírásokat illetve az azokban elért helyezést jelöltük.
| Kiírás        | Statisztikák | Statisztikák | Statisztikák | Statisztikák | Statisztikák | Statisztikák | Kezdő forduló/ helyezés | Végső forduló/ helyezés | Mérkőzések dátumai | Mérkőzések dátumai | Mérkőzések dátumai |
| Kiírás        | M            | GY           | D            | V            | LG–KG        | GK           | Kezdő forduló/ helyezés | Végső forduló/ helyezés | Első               | Utolsó             | Következő          |
| ------------- | ------------ | ------------ | ------------ | ------------ | ------------ | ------------ | ----------------------- | ----------------------- | ------------------ | ------------------ | ------------------ |
| OTP Bank Liga | 33           | 14           | 11           | 08           | 48 – 34      | +14          | 2.                      | 3.                      | 2015. 07. 19.      | 2016. 04. 30.      | —                  |
| Magyar kupa   | 07           | 04           | 02           | 01           | 13 – 04      | 0+9          | 3. forduló (legjobb 32) | Elődöntő (legjobb 4)    | 2015. 10. 14.      | 2016. 04. 13.      | —                  |
| Európa-liga   | 06           | 02           | 01           | 03           | 17 – 12      | 0+5          | 1. selejtezőkör         | 3. selejtezőkör         | 2015. 07. 02.      | 2015. 08. 06.      | —                  |
| Összesen      | 46           | 20           | 14           | 12           | 78 – 50      | +28          |                         |                         |                    |                    |                    |

### Nézőszámok
Az alábbi táblázatban a Debreceni VSC 2015–16-os szezonjának hazai nézőszámai szerepelnek.
A táblázat nem tartalmazza a felkészülési mérkőzéseket.
      OTP Bank Liga
      Magyar kupa
      Bajnokok ligája
      Európa-liga
| Időpont       | Kiírás, forduló              | Ellenfél                     | Nézőszám   | Helyszín          |
| 2015. 07. 02. | Európa-liga, 1. selejtezőkör | FK Sutjeska Nikšić           | 05 744 fő  | Nagyerdei stadion |
| 2015. 07. 23. | Európa-liga, 2. selejtezőkör | Skonto FK                    | 08 532 fő  | Nagyerdei stadion |
| 2015. 07. 26. | OTP Bank Liga, 2. forduló    | Puskás Akadémia              | 03 245 fő  | Nagyerdei stadion |
| 2015. 07. 30. | Európa-liga, 3. selejtezőkör | Rosenborg BK                 | 010 532 fő | Nagyerdei stadion |
| 2015. 08. 09. | OTP Bank Liga, 4. forduló    | Szombathelyi Haladás         | 03 418 fő  | Nagyerdei stadion |
| 2015. 08. 22. | OTP Bank Liga, 6. forduló    | Ferencváros                  | 06 241 fő  | Nagyerdei stadion |
| 2015. 09. 12. | OTP Bank Liga, 8. forduló    | MTK                          | 02 159 fő  | Nagyerdei stadion |
| 2015. 10. 03. | OTP Bank Liga, 11. forduló   | Újpest                       | 04 052 fő  | Nagyerdei stadion |
| 2015. 10. 17. | OTP Bank Liga, 12. forduló   | Békéscsaba                   | 02 282 fő  | Nagyerdei stadion |
| 2015. 10. 31. | OTP Bank Liga, 14. forduló   | Honvéd                       | 02 746 fő  | Nagyerdei stadion |
| 2015. 11. 18. | Magyar kupa, nyolcaddöntő    | Szeged 2011–Grosics Akadémia | 0500 fő    | Nagyerdei stadion |
| 2015. 11. 21. | OTP Bank Liga, 16. forduló   | Diósgyőri VTK                | 02 615 fő  | Nagyerdei stadion |
| 2015. 12. 05. | OTP Bank Liga, 18. forduló   | Videoton FC                  | 01 656 fő  | Nagyerdei stadion |
| 2015. 12. 12. | OTP Bank Liga, 19. forduló   | MTK                          | 01 285 fő  | Nagyerdei stadion |
| 2016. 02. 13. | OTP Bank Liga, 20. forduló   | Vasas                        | 02 124 fő  | Nagyerdei stadion |
| 2016. 02. 20. | OTP Bank Liga, 21. forduló   | Vasas                        | 02 518 fő  | Nagyerdei stadion |
| 2015. 11. 18. | Magyar kupa, negyeddöntő     | Nyíregyháza Spartacus FC     | 02 235 fő  | Nagyerdei stadion |
| 2016. 02. 20. | OTP Bank Liga, 23. forduló   | Puskás Akadémia              | 02 311 fő  | Nagyerdei stadion |
| 2016. 03. 12. | OTP Bank Liga, 25. forduló   | Honvéd                       | 02 327 fő  | Nagyerdei stadion |
| 2016. 03. 16. | Magyar kupa, elődöntő        | Ferencváros                  | 04 208 fő  | Nagyerdei stadion |
| 2016. 04. 02. | OTP Bank Liga, 28. forduló   | Ferencváros                  | 05 658 fő  | Nagyerdei stadion |
| 2016. 04. 16. | OTP Bank Liga, 30. forduló   | Újpest                       | 03 247 fő  | Nagyerdei stadion |
| 2016. 04. 23. | OTP Bank Liga, 32. forduló   | Diósgyőri VTK                | 03 286 fő  | Nagyerdei stadion |
| Összesen      | 17 OTP Bank Liga mérkőzés    | 17 OTP Bank Liga mérkőzés    | 051 170 fő | átlag: 03 010 fő  |
| Összesen      | 3 Magyar Kupa mérkőzés       | 3 Magyar Kupa mérkőzés       | 06 943 fő  | átlag: 02 314 fő  |
| Összesen      | 3 Európa-liga mérkőzés       | 3 Európa-liga mérkőzés       | 024 808 fő | átlag: 08 269 fő  |
| Összesen      | 23 mérkőzés                  | 23 mérkőzés                  | 082 921 fő | átlag: 03 605 fő  |

### Játékvezetők
Azon játékvezetők, akik legalább egy mérkőzést vezettek a Debreceni VSC csapatának. 
A táblázat nem tartalmazza a felkészülési- és nemzetközi kupamérkőzéseket. 
Zárójelben a forduló sorszámát tüntettük fel.
| Játékvezető        | Mérkőzés száma | Mérkőzés száma | Összesen | Mérkőzések                                                                                            |
| Játékvezető        | OTP Bank Liga  | Magyar kupa    | 40       | Mérkőzések                                                                                            |
| ------------------ | -------------- | -------------- | -------- | --- |
| Vad II. István     | 5              | 1              | 6        | Haladás (4.), Videoton (7.), Paks (10.), Videoton (18.), Újpest (30.), Nyíregyháza (Kupa negyeddöntő) |
| Bognár Tamás       | 3              | 1              | 4        | Puskás Akadémia (2.), MTK (8.), MTK (26.), Nyíregyháza (Kupa negyeddöntő)                             |
| Erdős József       | 4              |                | 4        | Szombathely (15.), Vasas (20.), Puskás Akadémia (23.), Szombathely (31.)                              |
| Farkas Ádám        | 4              |                | 4        | Újpest (11.), MTK (19.), Újpest (22.), Ferencváros (28.)                                              |
| Németh Ádám        | 4              |                | 4        | Honvéd (14.), Vasas (24.), Paks (27.), Békéscsaba (33.)                                               |
| Andó-Szabó Sándor  | 3              |                | 3        | Honvéd (3.), Diósgyőr (5.), Puskás Akadémia (13.)                                                     |
| Iványi Zoltán      | 2              | 1              | 3        | Diósgyőr (16.), Paks (21.), Ferencváros (Kupa elődöntő)                                               |
| Szabó Zsolt        | 3              |                | 3        | Ferencváros (6.), Videoton (29.), Diósgyőr (32.)                                                      |
| Karakó Ferenc      |                | 2              | 2        | Szeged (Kupa nyolcaddöntő), Ferencváros (Kupa elődöntő)                                               |
| Kassai Viktor      | 2              |                | 2        | Ferencváros (17.), Honvéd (25.)                                                                       |
| Pintér Csaba       | 2              |                | 2        | Békéscsaba (1.), Vasas (9.)                                                                           |
| Botló Béla         |                | 1              | 1        | Géderlak (Kupa 3. forduló)                                                                            |
| Gyarmati II. Tibor |                | 1              | 1        | Szeged (Kupa nyolcaddöntő)                                                                            |
| Szilasi Szabolcs   | 1              |                | 1        | Békéscsaba (12.)                                                                                      |

## OTP Bank Liga
Győzelem
      Döntetlen
      Vereség
| 1. ford. |

| Békéscsaba | 2 – 3 | DVSC–Teva |
| ---------- | ----- | --------- |
|            |       |           |

| Részletek |

| 2. ford. |

| DVSC–Teva | 1 – 1 | Puskás Ak. |
| --------- | ----- | ---------- |
|           |       |            |

| Részletek |

| 3. ford. |

| Honvéd | 3 – 3 | DVSC–Teva |
| ------ | ----- | --------- |
|        |       |           |

| Részletek |

| 4. ford. |

| DVSC–Teva | 0 – 1 | Haladás |
| --------- | ----- | ------- |
|           |       |         |

| Részletek |

| 5. ford. |

| DVTK | 0 – 2 | DVSC–Teva |
| ---- | ----- | --------- |
|      |       |           |

| Részletek |

| 6. ford. |

| DVSC–Teva | 0 – 3 | Ferencváros |
| --------- | ----- | ----------- |
|           |       |             |

| Részletek |

| 7. ford. |

| Videoton | 1 – 0 | DVSC–Teva |
| -------- | ----- | --------- |
|          |       |           |

| Részletek |

| 8. ford. |

| DVSC–Teva | 1 – 0 | MTK |
| --------- | ----- | --- |
|           |       |     |

| Részletek |

| 9. ford. |

| Vasas | 0 – 1 | DVSC–Teva |
| ----- | ----- | --------- |
|       |       |           |

| Részletek |

| 10. ford. |

| Paks | 1 – 1 | DVSC–Teva |
| ---- | ----- | --------- |
|      |       |           |

| Részletek |

| 11. ford. |

| DVSC–Teva | 1 – 1 | Újpest |
| --------- | ----- | ------ |
|           |       |        |

| Részletek |

| 12. ford. |

| DVSC–Teva | 7 – 0 | Békéscsaba |
| --------- | ----- | ---------- |
|           |       |            |

| Részletek |

| 13. ford. |

| Puskás Ak. | 1 – 1 | DVSC–Teva |
| ---------- | ----- | --------- |
|            |       |           |

| Részletek |

| 14. ford. |

| DVSC–Teva | 0 – 0 | Honvéd |
| --------- | ----- | ------ |
|           |       |        |

| Részletek |

| 16. ford. |

| DVSC–Teva | 1 – 0 | DVTK |
| --------- | ----- | ---- |
|           |       |      |

| Részletek |

| 17. ford. |

| Ferencváros | 3 – 0 | DVSC–Teva |
| ----------- | ----- | --------- |
|             |       |           |

| Részletek |

| 15. ford. |

| Haladás | 2 – 2 | DVSC–Teva |
| ------- | ----- | --------- |
|         |       |           |

| Részletek |

| 18. ford. |

| DVSC–Teva | 1 – 2 | Videoton |
| --------- | ----- | -------- |
|           |       |          |

| Részletek |

| 19. ford. |

| DVSC–Teva | 3 – 1 | MTK |
| --------- | ----- | --- |
|           |       |     |

| Részletek |

| 20. ford. |

| DVSC–Teva | 4 – 0 | Vasas |
| --------- | ----- | ----- |
|           |       |       |

| Részletek |

| 21. ford. |

| DVSC–Teva | 2 – 0 | Paks |
| --------- | ----- | ---- |
|           |       |      |

| Részletek |

| 22. ford. |

| Újpest | 1 – 1 | DVSC–Teva |
| ------ | ----- | --------- |
|        |       |           |

| Részletek |

| 23. ford. |

| DVSC–Teva | 4 – 2 | Puskás Ak. |
| --------- | ----- | ---------- |
|           |       |            |

| Részletek |

| 24. ford. |

| Vasas | 0 – 0 | DVSC–Teva |
| ----- | ----- | --------- |
|       |       |           |

| Részletek |

| 25. ford. |

| DVSC–Teva | 0 – 3 | Honvéd |
| --------- | ----- | ------ |
|           |       |        |

| Részletek |

| 26. ford. |

| MTK | 1 – 0 | DVSC–Teva |
| --- | ----- | --------- |
|     |       |           |

| Részletek |

| 28. ford. |

| DVSC–Teva | 2 – 1 | Ferencváros |
| --------- | ----- | ----------- |
|           |       |             |

| Részletek |

| 29. ford. |

| Videoton | 1 – 0 | DVSC–Teva |
| -------- | ----- | --------- |
|          |       |           |

| Részletek |

| 27. ford. |

| Paks | 0 – 1 | DVSC–Teva |
| ---- | ----- | --------- |
|      |       |           |

| Részletek |

| 30. ford. |

| DVSC–Teva | 1 – 0 | Újpest |
| --------- | ----- | ------ |
|           |       |        |

| Részletek |

| 31. ford. |

| Haladás | 2 – 2 | DVSC–Teva |
| ------- | ----- | --------- |
|         |       |           |

| Részletek |

| 32. ford. |

| DVSC–Teva | 3 – 1 | DVTK |
| --------- | ----- | ---- |
|           |       |      |

| Részletek |

| 33. ford. |

| Békéscsaba | 0 – 0 | DVSC–Teva |
| ---------- | ----- | --------- |
|            |       |           |

| Részletek |

### Első kör
| 1. forduló 2015. július 19., vasárnap 18.00 |

| Békéscsaba 1912 Előre                                            | 2 – 3               | Debreceni VSC–TEVA              |
| ---------------------------------------------------------------- | ------------------- | ------------------------------- |
| Laczkó 14' Viczián 36' 59' Borbély 70' Punoševac 70' Balog 90+1' | (2 – 1) Jegyzőkönyv | 20' Nagy 68' Tisza 90+1' Bényei |

| Kórház utcai stadion, Békéscsaba Nézőszám: 3 700 Játékvezető: Pintér Csaba (magyar) Asszisztensek: Erős Gábor, Király Krisztián |

Debreceni VSC: Verpecz — Nagy, Máté , Morozov, Korhut — Zsidai (Tisza  66') — Szécsi (Sós  78'), Varga, Bódi, Horváth (Castillion  46') — Balogh N. · Fel nem használt cserék: Radošević (kapus), Brković, Bereczki, Jovanović
- Tisza Tibor több mint tíz éve játszik a magyar élvonalban – ahol eddig 235 találkozón lépett pályára és 87 gólt szerzett –, de először talált a kapuba első fordulóban.[24]

| 2. forduló 2015. július 26., vasárnap 18.00 |

| Debreceni VSC–TEVA         | 1 – 1               | Puskás Akadémia FC  |
| -------------------------- | ------------------- | ------------------- |
| Castillion 30' Morozov 65' | (1 – 0) Jegyzőkönyv | 59' Pekár 65' Fiola |

| Nagyerdei stadion, Debrecen Nézőszám: 3 245 Játékvezető: Bognár Tamás (magyar) Asszisztensek: Tóth II. Vencel, Buzás Balázs |

Debreceni VSC: Radošević — Nagy (Varga  59'), Máté, Morozov, Korhut — Mihelič (Sidibe  76'), Zsidai, Szakály , Sós (Bódi  63') — Castillion, Balogh N. · Fel nem használt cserék: Verpecz (kapus), Szilvási, Bereczki, Szécsi
- Geoffrey Castillion, aki az Európa Ligában a Skonto ellen mindkét találkozón a kapuba talált, a bajnokságban is megszerezte az első gólját.[25]

| 3. forduló 2015. augusztus 2., vasárnap 18.00 |

| Budapest Honvéd FC                           | 3 – 3               | Debreceni VSC–TEVA                                                    |
| -------------------------------------------- | ------------------- | --------------------------------------------------------------------- |
| Zsidai 11' Botka 40' Holender 48' Gazdag 27' | (2 – 1) Jegyzőkönyv | 43' 57' Castillion 63' Balogh N. 90+3' 62' Tisza 27' Zsidai 49' Varga |

| Bozsik József Stadion, Budapest Nézőszám: 2 700 Játékvezető: Andó-Szabó Sándor (magyar) Asszisztensek: Viszokai László és Lémon Oszkár |

Debreceni VSC: Verpecz — Nagy (Sidibe  76'), Brković, Mészáros, Jovanović — Horváth (Bódi  46'), Zsidai, Varga, Szakály  (Tisza  43') — Balogh N., Castillion · Fel nem használt cserék: Radošević (kapus), Mihelič, Bereczki, Morozov
- Ezzel az eredménnyel a DVSC-Teva vendégként a legutóbbi hét bajnoki meccsén veretlen maradt, de ezek közül csak kettőt nyert meg.[26]

| 4. forduló 2015. augusztus 9., vasárnap 20.15 (TV: M4 Sport) |

| Debreceni VSC–TEVA         | 0 – 1               | Swietelsky Haladás   |
| -------------------------- | ------------------- | -------------------- |
| Jovanović 87' Zsidai 90+4' | (0 – 0) Jegyzőkönyv | 52' Halmosi 20' Wils |

| Nagyerdei stadion, Debrecen Nézőszám: 3 418 Játékvezető: Vad II. István (magyar) Asszisztensek: Ring György és Medovarszki János |

Debreceni VSC: Radošević — Jovanović, Mészáros , Brković, Korhut (Ferenczi  72') — Bódi, Zsidai, Mihelič (Sidibe  66'), Bereczki (Balogh N.  46') — Tisza, Castillion · Fel nem használt cserék: Verpecz (kapus), Máté, Berdó, Kulcsár
- Halmosi Péter, a Loki korábbi játékosa, 2011. május 22-én és 2013. április 21-én is szerzett már győztes gólt a DVSC ellen. Az elsővel a cívisvárosban nyert a Haladás.[27]

| 5. forduló 2015. augusztus 15., szombat 18.00 (TV: M4 Sport) |

| Diósgyőri VTK         | 0 – 2               | Debreceni VSC–TEVA                   |
| --------------------- | ------------------- | ------------------------------------ |
| Lipták 25' Barczi 29' | (0 – 0) Jegyzőkönyv | 48' Máté 62' Balogh N. 82' Jovanović |

| DVTK-stadion, Diósgyőr Nézőszám: 2 705 Játékvezető: Andó-Szabó Sándor (magyar) Asszisztensek: Buzás Balázs és Georgiu Theodoros |

Debreceni VSC: Radošević — Jovanović, Mészáros , Máté, Korhut — Bódi, Zsidai, Mihelič (Szécsi  46') — Kulcsár (Sidibe  70'), Castillion, Balogh N. (Bereczki  85') · Fel nem használt cserék: Verpecz (kapus), Ferenczi, Berdó, Brković
Az első félidőben mindkét oldalon sok hiba csúszott a játékba a keleti rangadón, a többnyire hosszan előreívelt labdákkal operáló együttesek nagyobb helyzet nélkül hozták le az első 45 percet, így gólnélküli döntetlennel mentek a játékosok a szünetre. A második félidő viszont már lendületesebben kezdődött, a hajdúságiak a 48. percben vezetést szereztek: egy szögletet követően Zsidai László továbbcsúsztatott labdáját Máté Péter fejelte közelről a borsodiak hálójába (0–1). Ezt követően sem lankadt a DVSC lelkesedése, ami a 62. percben egy védelmi hibát kihasználva újabb góllá érett: Szécsi Márk jobb oldali beadása után Balogh Norbert lőtt a bal alsó sarokba a becsúszó Liptákot megelőzve (0–2). Bár voltak lehetőségei a hazaiaknak a szépítésre, nem tudtak élni vele, így az immár sereghajtó DVTK rossz sorozata tovább folytatódik.
- Kondás Elemér legénysége idegenben nyolc gólt szerzett eddig a bajnokságban. Vendégként ez a legjobb teljesítmény, a hazai és az idegenbeli meccsek eredményeit is összeadva csak a Ferencváros és az MTK ért el ennél a nyolcnál többet. Összesen a DVSC-TEVA kilenc szerzett gólnál jár, ennél csak az FTC ért el eddig többet.[28]

| 6. forduló 2015. augusztus 22., szombat 20.30 (TV: M4 Sport) |

| Debreceni VSC–TEVA            | 0 – 3               | Ferencvárosi TC                                  |
| ----------------------------- | ------------------- | ------------------------------------------------ |
| Máté 17' Szécsi 33' Varga 74' | (0 – 1) Jegyzőkönyv | 12' Böde 66' Šesták 70' Radó 43' Busai 81' Čukić |

| Nagyerdei stadion, Debrecen Nézőszám: 6 241 Játékvezető: Szabó Zsolt (magyar) Asszisztensek: Ring György és Viszokai László |

Debreceni VSC: Radošević — Jovanović, Máté, Mészáros , Korhut — Varga, Zsidai (Ferenczi  72'), Bódi, Szécsi (Sidibe  62') — Balogh N. (Bereczki  83'), Castillion · Fel nem használt cserék: Balogh J. (kapus), Sós, Brković, Horváth
A Ferencváros helyzeteivel kezdődött a meccs, és két kihagyott lehetőség után a vendégek a 12. percben megszerezték a vezetést, egy hosszan előreívelt labdára Böde Dániel csapott le, a védők között kapura tört, majd higgadtan a bal alsó sarokba passzolt (0–1). Nem sokkal később Varga József nagy helyzetben a kapu mellé fejelt, ez volt a hazaiak legnagyobb helyzete a szünetig. Jó iramú maradt a mérkőzés, a második játékrész elején a Loki nagy nyomást gyakorolt a Fradira, de a 66. percben egy kontra végén Stanislav Sesták került ziccerbe, és lőtt a kapu bal oldalába (0–2), majd a 70. percben a csereként beállt Radó András szerezte meg első ferencvárosi gólját egy újabb védelmi megingást követően (0–3). Ezzel eldőlt minden kérdés, a Fradi magabiztosan őrizte meg előnyét, és továbbra is hibátlan mérleggel vezeti a tabellát.
- Legutóbb a 2000–2001-es idény végén fordult elő, hogy három egymást követő hazai mérkőzésen nem tudott a csapat egynél több pontot gyűjteni. Akkor háromszor kikapott, idén egy döntetlen (Puskás Akadémia FC, 1–1) és két vereség (Swietelsky Haladás, 0–1 és Ferencvárosi TC, 0–3) a mérleg.[29]

| 7. forduló 2015. augusztus 30., vasárnap 19.00 |

| Videoton FC                                               | 1 – 0               | Debreceni VSC–TEVA |
| --------------------------------------------------------- | ------------------- | ------------------ |
| Oliveira 90+1' 43' Heffler 48' Kovács 88' Danilović 90+2' | (0 – 0) Jegyzőkönyv | 71' Varga 85' Bódi |

| Sóstói Stadion, Székesfehérvár Nézőszám: 2 147 Játékvezető: Vad II. István (magyar) Asszisztensek: Albert István és Medovarszki János |

Debreceni VSC: Radošević — Jovanović, Brković, Mészáros , Korhut — Varga — Bódi, Szécsi — Balogh N. (Bereczki  61'), Sidibe, Castillion · Fel nem használt cserék: Balogh J. (kapus), Ferenczi, Sós, Máté, Berdó, Horváth
- A Videoton 2012. október 28. óta (3–1) először nyert bajnoki meccset a Sóstói Stadionban a DVSC-Teva ellen.

| 8. forduló 2015. szeptember 12., szombat 18.00 (TV: M4 Sport) |

| Debreceni VSC–TEVA               | 1 – 0               | MTK Budapest FC                                                                   |
| -------------------------------- | ------------------- | --------------------------------------------------------------------------------- |
| Sidibe 3' 65' Balogh N. 66′, 70′ | (1 – 0) Jegyzőkönyv | 1' Vukmir 36' Hrepka 55' Grgić 66′, 90′ Gera D. 84' Torghelle 86' Vass 90+3' Bese |

| Nagyerdei stadion, Debrecen Nézőszám: 2 159 Játékvezető: Bognár Tamás (magyar) Asszisztensek: Viszokai László és Erős Gábor |

Debreceni VSC: Radošević — Mészáros , Máté, Brković, Korhut (Balogh N.  34') — Jovanović, Varga, Bódi (Berdó  90+3'), Ferenczi — Horváth (Castillion  57'), Sidibe · Fel nem használt cserék: Slakta (kapus), Szatmári, Tisza, Kulcsár
A Debrecen hatalmas elánnal kezdte a mérkőzést a forduló előtt 13 ponttal a tabella harmadik helyén álló MTK-val szemben. A Loki alig bő két perc elteltével megszerezte a vezetést: Sidibe lőtt mintegy 13 méterről a jobb alsó sarokba, Hegedűs hiába vetődött, a labda átpattant a keze fölött (1–0). Pár perccel később ismét ziccerbe került a szenegáli csatár, ám ekkor Bese Barnabás szerelni tudott. A továbbiakban leginkább a mezőnyjáték és nagy taktikai csata jellemezte a játék képét. A hajrában megnyílt a lehetőség László Csaba együttese előtt az egyenlítésre, Balogh Norbertet ugyanis kiállította a játékvezető, de a kék-fehérek nem tudtak élni ezzel az előnnyel. A mérkőzés egyetlen találata a hajdúságiak első idénybeli hazai sikerét jelentette. 
- Az MTK Budapest április 25. óta hét idegenbeli bajnoki meccséből ötöt elveszített. Csak a Vasas ellen nyert.[30]

| 9. forduló 2015. szeptember 19., szombat 18.00 |

| Vasas SC                                        | 0 – 1               | Debreceni VSC–TEVA                      |
| ----------------------------------------------- | ------------------- | --------------------------------------- |
| Vukasović 20' Adamović 40' Pajović 72' Ádám 87' | (0 – 0) Jegyzőkönyv | 77' Kulcsár 41' Ferenczi 72' Castillion |

| Illovszky Rudolf Stadion, Budapest Nézőszám: 2 850 Játékvezető: Pintér Csaba (magyar) Asszisztensek: dr. Varga Zsolt és Márkus Tamás |

Debreceni VSC: Radošević — Mészáros , Máté, Brković, Korhut — Jovanović (Szécsi  90+3'), Varga, Bódi, Ferenczi (Castillion  68') — Horváth (Kulcsár  46'), Sidibe · Fel nem használt cserék: Slakta (kapus), Szatmári, Tisza, Berdó
A debreceniek már a 3. percben vezetést szerezhettek volna, de egy szögletet követő kavarodás után Nagy Gergely a lécre ütötte Mészáros fejesét követően a labdát. A folytatásban elmaradtak a veszélyes jelenetek, egy-egy átlövési kísérletre korlátozódott a csapatok támadójátéka. A második félidőben aktívabbak voltak a vendégek, akik a 69. percben még elhibáztak egy nagy helyzetet, de a 78. percben megszerezték a győztes találatot: Bódi Ádám remek kiugratását követően a csereként beállt Kulcsár Tamás lőtt 11 méterről a kapu jobb oldalába (0–1).
- Meglepő, de igaz: mind a két csapat 11 gólt kapott eddig, csak éppen a DVSC-Teva a negyedik, a Vasas pedig a 11. helyen áll.[31]

| 10. forduló 2015. szeptember 26., szombat 18.00 |

| Paksi FC                                               | 1 – 1               | Debreceni VSC–TEVA                            |
| ------------------------------------------------------ | ------------------- | --------------------------------------------- |
| Bartha 9' Szabó 50' Kecskés 41' Balázs 45' Lenzsér 60' | (1 – 0) Jegyzőkönyv | 63' Tisza 11' Korhut 50' Zsidai 80' Balogh N. |

| Fehérvári úti stadion, Paks Nézőszám: 865 Játékvezető: Vad II. István (magyar) Asszisztensek: Ring György és Viszokai László |

Debreceni VSC: Radošević — Mészáros , Máté, Brković, Korhut — Jovanović (Tisza  56'), Varga (Zsidai  27'), Bódi, Ferenczi (Kulcsár  84') — Balogh N., Sidibe · Fel nem használt cserék: Slakta (kapus), Szatmári, Szilvási, Castillion
Mindössze kilenc percre volt szüksége a Paksnak a vezető gólhoz, egy jobb oldali beadás után a kapusról kijövő labdát Bartha a kapunak háttal állva, sarokkal továbbította a hálóba (1–0). A hazaiak előnyben átadták a területet a vendégcsapatnak, s ellentámadások vezetésével próbáltak veszélyeztetni. A Debrecen igyekezett élni a felkínált lehetőséggel, de hiába támadta végig az első félidőt, nem sikerült egyenlítenie. A fordulás után a játékvezető les miatt érvénytelenítette a Paks újabb gólját, a 63. percben pedig a csereként beállt Tisza Tibor révén, egy jobb oldali szöglet után sikerült a kapuba találnia a DVSC-nek (1–1), amely ezután is többet birtokolta a labdát, a fordítás viszont nem jött össze neki. Az utolsó percekben a Paks mozgósított nagy erőket a győzelemért, de nem járt sikerrel, így döntetlennel zárult a találkozó. 
- A Loki az elmúlt öt fordulóban egyszer sem jutott egy szerzett gólnál többre. A Paks is csak egyszer.[34]

| 11. forduló 2015. október 3., szombat 18.00 |

| Debreceni VSC–TEVA    | 1 – 1               | Újpest FC                         |
| --------------------- | ------------------- | --------------------------------- |
| Tisza 28' Brković 78' | (1 – 1) Jegyzőkönyv | 32' Diagne 72' Bardhi 76' Nagy T. |

| Nagyerdei stadion, Debrecen Nézőszám: 4 052 Játékvezető: Farkas Ádám (magyar) Asszisztensek: Lémon Oszkár és Kelemen Attila |

Debreceni VSC: Radošević — Mészáros , Máté (Sidibe  22'), Brković, Korhut — Jovanović, Zsidai, Tisza, Bódi — Balogh N., Castillion (Kulcsár  61') · Fel nem használt cserék: Slakta (kapus), Szatmári, Szilvási, Ferenczi, Szécsi
- A DVSC-Teva 2011 őszén 20, 2012 őszén 15, 2013 őszén 15, 2014 őszén hét gólt szerzett az első 11 forduló hazai meccsein. A mostani három nagyon kevés, de beleillik a sorba.[35]

### Második kör
Győzelem
      Döntetlen
      Vereség
| 12. forduló 2015. október 17., szombat 18.00 |

| Debreceni VSC–TEVA                                                       | 7 – 0               | Békéscsaba 1912 Előre                        |
| ------------------------------------------------------------------------ | ------------------- | -------------------------------------------- |
| Kulcsár 32' 68' Sidibe 52' Balogh 54' Tisza 63' Zsidai 76' Jovanović 81' | (1 – 0) Jegyzőkönyv | 42' Borbély 58' Fábio 65' Calvente 70′ Vaskó |

| Nagyerdei stadion, Debrecen Nézőszám: 2 282 Játékvezető: Szilasi Szabolcs (magyar) Asszisztensek: Szalai Dániel és ifj. Varga Gábor |

Debreceni VSC: Radošević — Mészáros , Máté, Brković (Jovanović  60'), Korhut — Varga (Szakály  71'), Tisza, Zsidai — Kulcsár, Sidibe (Sós  65'), Balogh N. · Fel nem használt cserék: Slakta (kapus), Szatmári, Szécsi, Castillion
Az első félórában semmi sem utalta arra, hogy gólfesztivált rendezhet a hazai csapat, ekkor még jól védekezett a Békéscsaba, nem született gól. A 32. percben viszont vezetést szerzett a Loki, Balogh Norbert beadása után Kulcsár Tamás kanalazta a kapuba a labdát (1–0). A szünetig egy-egy helyzet alakult ki mindkét oldalon, a fordulás után pedig gyökeres fordulatot vett a meccs képe. Az 52. percben Balogh szép cselek után tette középre a labdát, Ibrahima Sidibe pedig egy cselt követően, 13 méterről a bal alsó sarokba lőtt (2–0). Két perccel később Korhut Mihály beadását Balogh Norbert érkezett jó ütemben, és lőtt 4 méterről a bal sarokba (3–0). Ezt követően teljesen szétesett a vendégek játéka, a 63. percben Tisza Tibor lőtt gólt (4–0), öt perccel később Kulcsár Tamás volt eredményes (5–0). A 70. percben Vaskó Tamást kiállította a játékvezető, majd a 76. percben Zsidai László szerezte meg csapata hatodik gólját (6–0). A 81. percben Aleksandar Jovanović 40 méterről ívelt kapura, Luboš Ilizi kapus nagyot hibázott, és csak a gólvonal mögött tudta megfogni a labdát, kialakítva a 7–0-s végeredményt.
- A Békéscsaba legsúlyosabb XXI. századi veresége az élvonalban egy 2002-es 1-6 volt, akkor Marius Șumudică (4 gól), Bajzát Péter és Kahaber Sketiani voltak eredményesek a debreceniek részéről. Azt is Debrecenben, a Loki ellen szenvedte el. Hetet legutóbb 1997. szeptember 3-án kapott, akkor 8-0-t mért rá a nagy mumus, a DVSC.[36]

| 13. forduló 2015. október 24., szombat 15.30 (TV: M4 Sport) |

| Puskás Akadémia FC                             | 1 – 1               | Debreceni VSC–TEVA                        |
| ---------------------------------------------- | ------------------- | ----------------------------------------- |
| Lencse 81' Pauljević 6' Fiola 63' Kocsis 90+3' | (0 – 0) Jegyzőkönyv | 87' Korhut 38' Máté 63' Balogh 65' Sidibe |

| Pancho Aréna, Felcsút Nézőszám: 1 200 Játékvezető: Andó-Szabó Sándor (magyar) Asszisztensek: Erős Gábor és Farkas Balázs |

Debreceni VSC: Radošević — Mészáros , Máté, Brković, Korhut — Zsidai — Kulcsár, Varga, Tisza (Szakály  60'), Balogh N. — Sidibe (Castillion  80') · Fel nem használt cserék: Slakta (kapus), Szatmári, Szilvási, Sós, Jovanović
Az első félidő első felében legfeljebb átlövésekkel próbáltak veszélyeztetni a csapatok, kevés sikerrel. A 25. percben alakult ki az első igazán nagy lehetőség, ekkor Lencse kapott jó labdát Sallaitól, elvitte a debreceni kapus mellett, de éles szögből a kapu mellé lőtt. A 31. percben a DVSC is vezetést szerezhetett volna, Kulcsár lépett ki ziccerben, célba vette a bal sarkot, de Pogacsics bravúrral védett. A szünet előtt Sidibe előtt is kialakult egy nagy lehetőség, de rosszul találta el a labdát nagy helyzetben. A fordulás után több volt a hiba mindkét oldalon, sokáig nem alakultak ki helyzetek, majd a hajrában felpörögtek az események. A 82. percben gyors hazai kontra végén Pauljevics futott el a jobb oldalon, pontosan tette be középre a labdát, az érkező Lencse pedig 5 méterről az üres kapuba belsőzött (1–0). A 87. percben egyenlítettek a vendégek, Korhut szabadrúgásból, 20 méterről lőtt a kapu jobb oldalába (1–1), kialakítva a végeredményt.
| Csapat          | Labdabirtoklás | Szabálytalanság | Lövés | Kapura lövés | Gól | Passz | Pontos passz | Passz % | Megnyert párharc |
| --------------- | -------------- | --------------- | ----- | ------------ | --- | ----- | ------------ | ------- | ---------------- |
| Puskás Akadémia | 51%            | 14              | 8     | 3            | 1   | 526   | 412          | 78,3%   | 47%              |
| Debrecen        | 49%            | 20              | 9     | 4            | 1   | 440   | 333          | 75,7%   | 53%              |

- Korhut Mihály a kilencedik debreceni játékos, aki gólt szerzett az OTP Bank Liga 2015-2016-os idényében. A balhátvéd a mostanit megelőzően több mint két éve, 2013. október 19-én, Kecskeméten lőtt legutóbb gólt az élvonalban.[37]

| 14. forduló 2015. október 31. 16.00 (TV: M4 Sport) |

| Debreceni VSC–TEVA | 0 – 0       | Budapest Honvéd FC               |
| ------------------ | ----------- | -------------------------------- |
| Korhut 3'          | Jegyzőkönyv | 11' Szilágyi 31' Lovrić 45' Nagy |

| Nagyerdei stadion, Debrecen Nézőszám: 2 746 Játékvezető: Németh Ádám (magyar) Asszisztensek: Medovarszki János és Kormányos II. Gábor |

Debreceni VSC: Radošević — Mészáros I. (Jovanović  46'), Máté, Brković, Korhut — Zsidai (Szakály  46' II.), Varga — Tisza — Kulcsár, Balogh N., Sidibe (Castillion  70') · Fel nem használt cserék: Slakta (kapus), Szilvási, Bereczki, Bódi
Míg a DVSC-Teva legutóbbi hazai mérkőzésén hét alkalommal is megzörrent a vendégek hálója, addig a kispestiek látogatása gól nélküli döntetlen hozott a Nagyerdei stadionban. A találkozó lendületesen kezdődött, mindkét oldalon voltak lehetőségek, de az első negyedórát követően a játék áthelyeződött a középpályára, így inkább a mezőnymunka dominált, gól nem született. A második félidőben a Honvéd fegyelmezett védekezésének köszönhetően jóval kevesebb lehetősége akadt a mezőnyfölényben játszó hazaiaknak, a kispestiek a 92. percben, egy kontra végén jártak legközelebb a gólszerzéshez, de kimaradt a helyzetük. A 0–0-s eredmény azt jelenti, hogy a hajdúságiak megőrizték négypontos előnyüket a kispestiekkel szemben.
| Csapat   | Labdabirtoklás | Támadás | Lövés | Kapura lövés | Gól | Passz | Pontos passz | Passz % |
| -------- | -------------- | ------- | ----- | ------------ | --- | ----- | ------------ | ------- |
| Debrecen | 63%            | 124     | 15    | 2            | 0   | 583   | 469          | 80,4%   |
| Honvéd   | 37%            | 90      | 10    | 3            | 0   | 330   | 227          | 68,7%   |

- A DVSC-Teva a legutóbbi négy hazai bajnokiján csak egy gólt kapott.[38]

| 16. forduló 2015. november 21., szombat 15.30 (TV: M4 Sport) |

| Debreceni VSC–TEVA                              | 1 – 0               | Diósgyőri VTK            |
| ----------------------------------------------- | ------------------- | ------------------------ |
| Sidibe 23' Nagy 31' Jovanović 45' Szakály 90+3' | (1 – 0) Jegyzőkönyv | 33' Grumić 85' Egerszegi |

| Nagyerdei stadion, Debrecen Nézőszám: 2 615 Játékvezető: Iványi Zoltán (magyar) Asszisztensek: Buzás Balázs és Király Krisztián |

Debreceni VSC: Radošević — Nagy (Lázár  46'), Mészáros, Brković, Korhut — Szakály , Jovanović — Tisza (Coulibaly  65'), Kulcsár (Bódi  52') — Sidibe, Balogh N. · Fel nem használt cserék: Verpecz (kapus), Szatmári, Horváth, Castillion
Kezdés után úgy tűnt, szombat délután a Diósgyőr mindenképp meg szeretné törni tízmeccses nyeretlenségi sorozatát: előbb Koman került nagy helyzetbe, majd Novothny csúsztatott kapura, de a debreceni kapus Radošević mindkét esetben a helyén volt. A miskolciak nem adták fel, és tovább támadtak, mégis a hazaiak szerezték meg a vezetést. Sidibe lépett ki a leshatáron és egy visszacsel után kilőtte az alsó sarkot, ezzel vezetéshez juttatva a DVSC-t. A Diósgyőr a kapott gól után sem adta fel a győzelem esélyét, és a mérkőzés végéig támadásban maradt, de sem Koman Vladimir, sem Novothny Soma nem tudott túljárni a hazai kapus eszén, így a DVSC-TEVA vitte a három pontot a keleti rangadón.
- A DVTK március 22. óta először kapott ki idegenbeli bajnokin mindössze egy gólt kapva. Akkor is a DVSC-Teva győzte le 1-0-ra.[39]

| 17. forduló 2015. november 28., szombat 18.00 (TV: M4 Sport) |

| Ferencvárosi TC                                    | 3 – 0               | Debreceni VSC–TEVA |
| -------------------------------------------------- | ------------------- | ------------------ |
| Ramírez 66' Gera 78' (11-esből) Radó 87' Varga 85' | (0 – 0) Jegyzőkönyv | 74' Szakály        |

| Groupama Aréna, Budapest Nézőszám: 6 642 Játékvezető: Kassai Viktor (magyar) Asszisztensek: Erős Gábor és Viszokai László |

Debreceni VSC: Radošević — Lázár, Mészáros, Brković, Korhut — Jovanović, Szakály , Bódi (Tisza  70') — Balogh N., Sidibe (Horváth  80'), Coulibaly (Castillion  70') · Fel nem használt cserék: Verpecz (kapus), Szatmári, Nagy, Szécsi
A Debrecen kezdte veszélyesebb lehetőségekkel a mérkőzést, a legnagyobb helyzet Balogh Norbert előtt adódott, de a vendégek támadója határozatlan volt a kapu előtt. A Ferencváros a játékrész második felére átvette az irányítást, és ugyancsak eljutott pár kecsegtető helyzetig, a szünetig azonban nem született gól. A fordulás után maradt a hazai fölény, a DVSC támadásaiból kikopott a veszély, így nem okozott különösebb meglepetést, hogy a Fradi a 66. percben megszerezte a vezetést: Ramírez kapott jó labdát a balösszekötő helyén, befelé cselezett, majd 11 méterről a jobb felső sarokba lőtt (1–0). A 78. percben a csereként beállt Radó András harcolt ki büntetőt, amelyet Gera Zoltán magabiztosan értékesített (2–0), a Ferencváros ezzel a találattal biztosította be győzelmét. A gólok sorozatának ugyanakkor nem volt vége, a 87. percben Radó András 25 méterről lőtt nagy gólt, a labda a keresztlécről pattant a hálóba (3–0), kialakítva a végeredményt.
| Csapat      | Labdabirtoklás | Lövés | Kapura lövés | Gól | Passz | Pontos passz | Passz % | Szabálytalanságok | Megnyert párharcok |
| ----------- | -------------- | ----- | ------------ | --- | ----- | ------------ | ------- | ----------------- | ------------------ |
| Ferencváros | 65%            | 17    | 8            | 3   | 666   | 566          | 85%     | 9                 | 53%                |
| Debrecen    | 35%            | 7     | 0            | 0   | 357   | 262          | 73%     | 14                | 47%                |

- A Loki augusztus 22. óta először kapott ki három góllal az OTP Bank Ligában. Akkor is a Ferencváros győzte le, akkor is 3-0-ra, igaz Debrecenben.[40]

| 15. forduló 2015. december 2., szerda 18.30 |

| Swietelsky Haladás                           | 2 – 2               | Debreceni VSC–TEVA                                  |
| -------------------------------------------- | ------------------- | --------------------------------------------------- |
| Martínez 58' Németh 78' Nagy 26' Halmosi 56' | (0 – 0) Jegyzőkönyv | 54' 51' Brković 86' (öngól) Gaál 12' Bódi 60' Lázár |

| Rohonci úti stadion, Szombathely Nézőszám: 1 866 Játékvezető: Erdős József (magyar) Asszisztensek: Ring György és Takács Gábor |

Debreceni VSC: Radošević — Lázár, Mészáros, Brković, Korhut — Jovanović — Bódi (Sidibe  80'), Tisza (Ferenczi  90+2'), Szakály , Szécsi — Balogh N. (Coulibaly  61') · Fel nem használt cserék: Verpecz (kapus), Szilvási, Nagy, Castillion
A mérkőzésen a vendégek veszélyeztették a kaput először, a 8. percben Szakály 18 méterről alig lőtt a kapu mellé. Majd a 18. percben szintén a piros-fehérek lőttek a kapu felé, azonban Tisza 27 méterről eleresztett lövése nem talált kaput. Egy perccel később a hazaiaknak is megvolt az első nagy helyzetük, egy bedobás után Martínez az 5 méteres vonalról laposan lőtt a sarok felé, ám Radošević lábbal hárított. A 33. percben Balogh Norbert 38 méteres szóló után egészen a hazaiak kapujáig vezette a labdát, védőit is lerázta, ám a kapufa tövéből eleresztett lövését Király szerencsével kivédte. A félidő előtt még volt egy említésre méltó esemény, a 41. percben a szombathelyi csatár Martínez pörgette be a játékszert Gaál fejére, aki betört a debreceni büntetőterületre, ahol a védők elsodorták, nem tudta jól elfejelni a labdát. A játékvezető nem látta szabálytalannak az esetet. A fordulás után tíz percnek sem kellett eltelnie a debreceniek vezető góljához, az 54. percben Tisza jobb oldali szabadrúgása után Brković 7 méterre a kaputól a legmagasabbra emelkedett és fejelt az állva maradt Király mellett a kapuba bal alsó sarkába (0–1). Négy perccel később egyenlítettek a hazaiak, Angyal Zsolt jobb oldali beadása után Martínez 12 méterről bombázott a kapu felső léce alá, a debreceni kapus csak beleérni tudott a hatalmas erejű lövésbe (1–1). A folytatásban mindkét oldalon voltak helyzetek, a 62. percben a hazai csapat már az ellenfél tizenhatosán belül járt, amikor a jobb oldalról erősebb belőtt labdáját Brković vágta ki Martínez elől a mezőnybe. A 64. percben Tisza senkitől sem zavartatva 19 méterről laposan lőtte kapura, azonban Király az előtte megpattanó labdát hatalmasat szökkenve, kézzel kiütötte. A 78. percben a Haladás szerzett gólt, egy szabadrúgás után Németh Márió elé került a labda, az 1 perccel korábban csereként beállt középpályás 12 méterről lőtte ki a jobb alsó sarkot úgy, hogy a vendégek hálóőre elvetődve még bele tudott érni a játékszerbe, de nem tudott hárítani (2–1). A 84. percben Halmosi egy bal szélről kapott passz után az 5 méteres sarkáról lőhetett kapura, azonban fejbe lőtte Radoševićet. A 86. percben alakult ki a végeredmény, Tisza 30 méteres szabadrúgása után Gaál hátáról és Sidibe lábai között úgy pattant a Haladás kapujába a labda, hogy még Király elvetődve sem tudta azt hárítani, öngól (2–2). A találkozó utolsó momentuma a 89. percben történt, Korhut 30 méteres előrevágott labdáját Szakály 15 méterről még kapura tudta lőni, ám a magyar válogatott kapusa könnyedén hárította a nem túl erős, lapos lövést.
Az utolsó percekben vesztettünk el két pontot, úgyhogy nem igazán örülök a döntetlennek. Megérdemeltük volna a győzelmet. Bosszantó, hogy a végén ilyen balszerencsés gólt kaptunk, hiszen kezünkben volt a mérkőzés, veszélyesek voltunk a kapura. Ezek szerint még többet kell dolgoznunk. A kulcsembereiket ki tudtuk kapcsolni. Jó mérkőzést játszottunk, a hozzáállásunk remek volt. Örömteli, hogy az Újpest elleni legutóbbi bajnokihoz képest jóval frissebbek, fegyelmezettebbek voltunk. A Debrecen oldalról nyomta be a labdákat, mert érezte, hogy ezzel lehet esélye gólokat szerezni. Sajnos bejött neki. Németh Márió nem sértődött meg, hogy csereként kellett beszállnia, a lecsorgó labdákra egyébként is jól érkezik, s örülök, hogy a kapuba talált.
Fordulatos második félidő volt, a szünetet követően felpörögtek az események. Pedig a pálya talaja meglehetősen mély volt, de örömteli, hogy a játékosok jól alkalmazkodtak hozzá. A fordulást követően sokkal veszélyesebbek voltunk, meg is szereztük a vezetést, sajnálhatjuk, hogy az első gólunk után gyorsan egyenlített a Haladás. Nem azért utaztunk ilyen sokat, hogy vereséggel távozzunk Szombathelyről. A végén egyenlítettünk, és ha lett volna még idő, mentünk volna a győzelemért is. A mezőnyben voltak rossz passzaink, ez a koncentráció hiánya is, és labda nélkül is többet kell mozogni. Próbáltunk előremenni, támadni, az ilyen kulcspasszoknál azonban több a hibalehetőség. Tisza Tibornak nagyon jó a rúgótechnikája, itt volt már az ideje, hogy szabadrúgást követően is gólokat szerezzünk.
- A csereként beállt Németh Márió a második labdaérintéséből talált a kapuba, ezzel az ötödik gólját érte el az OTP Bank Liga 2015-ös őszi idényében.[42]

| 18. forduló 2015. december 5., szombat 18.30 (TV: M4 Sport) |

| Debreceni VSC–TEVA                   | 1 – 2               | Videoton FC                         |
| ------------------------------------ | ------------------- | ----------------------------------- |
| Korhut 62' 10' Sidibe 25' Zsidai 59' | (0 – 1) Jegyzőkönyv | 31' Gyurcsó 69' Kovács 44' Feczesin |

| Nagyerdei stadion, Debrecen Nézőszám: 2 000 Játékvezető: Vad II. István (magyar) Asszisztensek: Tóth II Vencel és Medovarszki János |

Debreceni VSC: Radošević — Lázár, Mészáros, Brković, Korhut — Jovanović, Tisza (Szécsi  74'), Szakály  (Zsidai  46'), Balogh N. — Sidibe, Castillion (Coulibaly  68') · Fel nem használt cserék: Verpecz (kapus), Szatmári, Ferenczi, Nagy
A mérkőzés első húsz percében kizárólag a Debrecennek voltak helyzetei, de az akciók befejezéseibe belehibáztak a hazai játékosok. A Videoton a játékrész második felében tudta érvényesíteni taktikáját, és a 31. percben, egy kontra végén megszerezte a vezetést is: a hazaiak a vendégek tizenhatosának közelében vesztett labdát, a vendégek a felezővonal közeléből induló Gyurcsó Ádámot indították, aki teljesen üresen kapura tört, majd az elfekvő kapus mellett higgadtan a bal alsó sarokba helyezett (0–1). A második félidőben bő negyedórának kellett eltelnie, mire góllá érett a hazaiak mezőnyfölénye: Korhut Mihály 18 méterről, szabadrúgásból lőtt a kapuba, Danilović kapus csak befelé tudta ütni a középre tartó labdát (1–1). A gól után nyílt maradt a mérkőzés, egyik csapat sem mondott le a támadásokról, és a 69. percben végül a Vidinek sikerült betalálnia: a debreceniek saját tizenhatosuk előterében adták el a labdát, Kovács István szerezte meg, a Feczesintől visszakapott labdával kapura fordult, egy testcsellel becsapta Mészárost, majd 13 méterről laposan a bal sarokba helyezett (1–2). A hátralévő bő 20 percben hiába tett sokat az újbóli egyenlítésért a Loki, nem sikerült betalálnia, a fehérváriak három ponttal a tarsolyukban utazhattak haza Debrecenből.
Nagyon jól kezdtük a találkozót. Több százszázalékos helyzet adódott előttünk, ám ahogy ez lenni szokott, az ellenfél az első kontrájából betalált, amivel megváltozott a játék képe. Próbáltunk támadni utána is, majd sikerült egyenlíteni. Arra készültünk, hogy ne veszítsünk labdát, mégis ebből kaptunk gólt, és a Videoton a maga javára fordította a meccset. Mentünk utána a döntetlenért, és meg is volt a lehetőségünk, de sajnos nem tudtunk újból betalálni.
Jó meccset játszottunk a Lokival. Nem nálunk volt többet a labda, de a kontráink veszélyesek voltak az egész mérkőzés alatt. Lehet ennél szebb futballt is játszani, de azt gondolom, ez is jól áll a csapatnak. Külön kiemelném Feczesint, aki nagyon hasznos tagja a csapatnak ebben a rendszerben, még ha ez gólokban nem mindig mutatkozik meg.
| Csapat   | Labdabirtoklás | Lövés | Kapura lövés | Gól | Szöglet | Passz | Pontos passz | Passz % | Megnyert párharcok |
| -------- | -------------- | ----- | ------------ | --- | ------- | ----- | ------------ | ------- | ------------------ |
| Debrecen | 57%            | 15    | 7            | 1   | 7       | 532   | 436          | 82%     | 56%                |
| Videoton | 43%            | 11    | 5            | 2   | 5       | 355   | 274          | 77%     | 44%                |

- Március elseje óta, ha a székesfehérváriak két gólt tudnak szerezni idegenben, megnyerik soros bajnoki találkozójukat.[44]

| 19. forduló 2015. december 12., szombat 15.30 (TV: M4 Sport) |

| Debreceni VSC–TEVA              | 3 – 1               | MTK Budapest FC |
| ------------------------------- | ------------------- | --------------- |
| Horváth 13' 55' 72' Brković 81' | (1 – 0) Jegyzőkönyv | 90+1' Ramos     |

| Nagyerdei stadion, Debrecen Nézőszám: 1 285 Játékvezető: Farkas Ádám (magyar) Asszisztensek: Dr. Varga Zsolt és Demeter János |

Debreceni VSC: Radošević — Lázár (Tisza  83'), Mészáros , Brković, Korhut — Bódi, Zsidai, Jovanović  — Coulibaly (Castillion  60'), Balogh N., Horváth (Sidibe  83') · Fel nem használt cserék: Verpecz (kapus), Szilvási, Nagy, Szécsi
A meccs első nagy helyzete az MTK előtt adódott (Ramos közeli fejesét védte Radošević kapus), de a vezető gólt a Loki szerezte meg, Balogh Norbert remekül indította Bódi Ádámot, aki szorongatott helyzetből kapura lőtt, érkezett Horváth Zsolt, akinek első próbálkozása még kijött Bese Barnabásról, de másodszorra már a hálóba pattant a korábbi MTK-támadó lábáról (1–0). A gól után is a Debrecen birtokolta többet a labdát, a kapu előtt azonban nem voltak kellően határozottak támadói. A játékrész hosszabbításában egyenlíthetett volna az MTK, egy balról érkező labdát Gera Dániel vett át, majd 15 méterről a felső lécre lőtt, így szünetben vezetett a Debrecen. Az 55. percben megduplázták előnyüket a hazaiak, egy gyorsan elvégzett szabadrúgás után Horváth kapott hosszú indítást, lefutotta védőit, majd a balösszekötő helyéről, éles szögből a bal alsó sarokba helyezett (2–0). A 72. percben Horváth megszerezte harmadik gólját is, ő maga lépett bele egy felszabadító lövésbe, a felpattanó labdát pedig kapásból, 16 méterről, ballal a bal alsó sarokba lőtte (3–0). A hátralévő időben a Loki taktikusan tartotta az előnyét, amiből a 91. percben egy gólt végül mégis leadott: egy ártalmatlannak tűnő jobb oldali beadás után Radosevic kapus kezéből kiesett a labda, az arra járó Ramos pedig közelről a hálóba passzolt (3–1).
Horváth Zsoltnak most kezdőként adtunk szerepet, mert megfordult bennünk, hogy a volt csapata ellen egy játékos sokszor szerez gólt. Bíztunk benne, szerencsére sikerült is neki jól teljesítenie, mesterhármast ért el, aminek szívből örülünk. Nagyon fontos mérkőzést nyertünk meg, kellett, hogy megszerezzük ezt a három pontot. Úgy érzem, végig a kezünkben volt a mérkőzés, hál’ istennek a helyzeteket most gólokra is tudtuk váltani.
Ha nem rúgsz gólt, akkor nem tudod megnyerni a mérkőzést. Az első percekben ott volt a nagy helyzetünk, aztán a kapufa. Utána megpróbáltunk jobban kinyílni, előre játszani, de kaptuk ezeket az érdekes gólokat. Ettől függetlenül, ha a Debrecen 3-0-ra megnyerni a mérkőzést, akkor nem kell magyarázkodni. Sokkal jobban és koncentráltabban kellett volna játszanunk, csak gratulálni tudok az ellenfélnek.
- A kék-fehérek 2012 novembere óta nem tudnak nyerni a cívisvárosban.[46]

„Téli szünet előtti mérleg:
- A Loki az elmúlt években egyszer sem várta a mezőny második felében állva a téli szünetet. Ebből kiindulva csalódás a csapat szereplése, ugyanakkor ildomos hozzátenni, hogy mindössze három pontnyira áll a második helyen lévő Újpesttől. Az tény, hogy az előző idényben hét ponttal többet gyűjtött az első 19 fordulóban, mint most, ez nagy különbség.
- A DVSC hazai mérlege az elmúlt években kiemelkedő volt, most nem az. Pályaválasztóként még a mérkőzései felét sem nyerte meg, tízből négyen győzött.
- A teljes szezonokat nézve, 2014–2015-ben a hazai meccsek kétharmadát nyerte meg, 2013–2014-ben és egy évvel korábban is 15/11, a veretlenül megnyert bajnoki cím idényében 15/12 volt a mérlege.
- Kondás Elemér csapata augusztusban négy fordulóban egyszer nyert, háromszor kikapott, az volt a legrosszabb periódusa. Ugyanakkor az idény derekán sorozatban nyolc találkozóján veretlen maradt. Meglepő, de mindössze egyszer fordult elő, hogy egy megnyert bajnokit követő fordulóban újra nyerjen a Loki.
- Ahogyan a magyar csapatok nemzetközi kupaidényében, a bajnokságban is a DVSC-Teva szerezte egy mérkőzésen a legtöbb gólt. Az ősz rekordja a Békéscsaba elleni hazai 7-0 volt.”

| 20. forduló 2016. február 13., szombat 15.30 |

| Debreceni VSC–TEVA                        | 4 – 0               | Vasas SC      |
| ----------------------------------------- | ------------------- | ------------- |
| Bódi 5' Horváth 26' Holman 35' Sidibe 49' | (3 – 0) Jegyzőkönyv | 73' Debreceni |

| Nagyerdei stadion, Debrecen Nézőszám: 2 124 Játékvezető: Erdős József (magyar) Asszisztensek: Erős Gábor és Kormányos II. Gábor |

Debreceni VSC: Radošević — Lázár (Varga  54'), Brković, Mészáros, Korhut — Bódi (Ferenczi  67'), Jovanović, Szakály , Horváth — Holman — Sidibe (Kulcsár  58') · Fel nem használt cserék: Verpecz (kapus), Szatmári, Tisza, Coulibaly
A debrecenieknek öt percre sem volt szüksége az első góljuk megszerzéséhez, Horváth Zsolt bal oldali beadását követően Bódi Ádám lőtt 12 méterről a hálóba (1–0). A folytatásban támadásban maradtak a hazaiak, és néhány kimaradt lehetőség után a 26. percben megduplázta előnyét, a télen igazolt Holman Dávid tette Horváth elé a labdát, ő pedig 12 méterről a kapu jobb oldalába helyezett (2–0). A 35. percben egy jobb oldali szabadrúgást követően nem tudtak felszabadítani a vendégek védői, Holman lecsapott a labdára, és 7 méterről a hálóba bombázott (3–0). A 49. percben lőtte negyedik gólját a Loki, ezúttal Sidibe volt a gólszerző, 10 méterről, a bal alsó sarkot vette be (4–0). A második félidőben már nem volt kérdés, hogy a hazaiak begyűjtik a három pontot, vissza is vettek kissé, a Vasas előtt is adódtak lehetőségek, de a vendégek erejéből végül a szépítésre sem futotta, a DVSC teljesen megérdemelt győzelmet aratott.
Remekül kezdtük a találkozót, ez is volt a célunk, hogy az elejétől domináljunk és nyomást gyakoroljunk az ellenfelünkre. Nagyon szép találattal szereztünk vezetést, majd a szünetre már háromgólos előnnyel mehettünk. Jól kezdtük a második félidőt is, de van hiányérzetem, mert szerettem volna, ha ismét megzörgetjük a Vasas hálóját. Új igazolásunk, Holman Dávid jó teljesítményének örülünk, azért került ide, mert jó játékosnak tartjuk, ezt várjuk tőle, de tud még ennél is jobban futballozni. Örömteli volt, hogy a szurkolók a nyíregyházi mérkőzés után ezúttal is végig buzdítottak minket, sokat segítettek a csapatnak.
Nem gondoltuk volna, hogy ilyen hamar elveszítjük a fonalat. Gyorsan jött a Debrecen első gólja, és utána is sok hibát követtünk el, a szünetig még két találatot szereztek a hazaiak. A második félidőben javult valamit a játékunk, ha akkor belőjük a nagy helyzetünket, akkor tudtunk volna szorosabb eredményt produkálni, ehelyett kontrából kaptunk egy újabb a gólt. Összeszedtük utána magunkat, volt olyan időszak, amikor elfogadhatóan játszottunk, ebből kell erőt meríteni.
| Csapat   | Labdabirtoklás | Lövés | Kapura lövés | Gól | Támadások | Passz % |
| -------- | -------------- | ----- | ------------ | --- | --------- | ------- |
| Debrecen | 45%            | 9     | 7            | 4   | 120       | 77%     |
| Vasas    | 55%            | 14    | 3            | 0   | 110       | 81%     |

- Holman Dávid góllal tért vissza a magyar élvonalba. A ferencvárosi nevelésű középpályás a negyedik találatánál tart, ha eddig gólt szerzett, csapata megnyerte a mérkőzését. A mostanit megelőzően legutóbb 2013. szeptember 14-én, a Pápa ellen lőtt gólt.[49]

| 21. forduló 2016. február 20., szombat 15.30 |

| Debreceni VSC–TEVA                                       | 2 – 0               | Paksi FC                |
| -------------------------------------------------------- | ------------------- | ----------------------- |
| Sidibe 21' (11-esből) Holman 44' Lázár 35' Jovanović 70' | (2 – 0) Jegyzőkönyv | 11' Papp 88' Szakály D. |

| Nagyerdei stadion, Debrecen Nézőszám: 2 518 Játékvezető: Iványi Zoltán (magyar) Asszisztensek: Buzás Balázs és ifj. Varga Gábor |

Debreceni VSC: Radošević — Lázár (Varga  73'), Mészáros, Brković, Korhut — Bódi (Tisza  83'), Jovanović, Szakály , Horváth — Holman — Sidibe (Coulibaly  63') · Fel nem használt cserék: Verpecz (kapus), Szatmári, Ferenczi, Kulcsár
A mérkőzés első negyedórája helyzetek nélkül telt, a Debrecen a 20. percben első lehetőségéből megszerezte a vezetést: a Szakály Péter ellen elkövetett szabálytalanságért megítélt büntetőt Ibrahima Sidibe váltotta gólra (1–0). A paksiak nem tudtak újítani, a Loki pedig nemcsak tartotta az előnyét, hanem a 44. percben meg is duplázta azt, Korhut Mihály rúgta előre a labdát, a hibázó védők között kilépő Holman Dávid pedig 10 méterről a kapu jobb oldalába emelt (2–0). A második félidőben a hazaiak nem erőltették a támadásokat, és a Paks sem jelentett veszélyt ellenfele kapujára, így az eredmény nem változott, a DVSC második tavaszi bajnokiján is begyűjtötte a három pontot.
Az első félidő jobban tetszett, a második kevésbé, van hiányérzetem emiatt. A szünetre kétgólos előnnyel mentünk, és azt kértem a fiúktól, hogy a folytatásban is próbáljunk gólokat szerezni, de pontatlanok voltunk, azért nem alakul ki annyi lehetőség, mint amennyit szerettünk volna. Hagytuk egy kicsit játszani az ellenfelet, ahelyett, hogy letámadtuk volna őket. Fontos mérkőzés volt, ezért is örülünk nagyon a sikernek. Külön öröm, hogy a két mérkőzésen hat gólt szereztünk (mert korábban ezzel voltak gondjaink) és nem kaptunk egyet sem.
Helyzetkihasználásban többet vártam. Helyenként azért jól játszottunk, de miután az ellenfél vezetett nehézzé vált a meccs. Időnként nyomás alatt voltunk, egy darabig bírtuk, de utána nem, jött az újabb találat. A második félidőben többet birtokoltuk a labdát, de ez nem ér semmit, ha nem tudunk gólt szerezni.
- A Paks idegenben eddig csak a két újonc, a Vasas és a Békéscsaba ellen tudott nyerni. E két megnyert találkozón kívül csupán Diósgyőrben szerzett (egy) gólt.[51]

| 22. forduló 2016. február 27., szombat 15.30 |

| Újpest FC                           | 1 – 1               | Debreceni VSC–TEVA              |
| ----------------------------------- | ------------------- | ------------------------------- |
| Lencse 86' (11-esből) Windecker 23' | (0 – 1) Jegyzőkönyv | 37' (11-esből) Szakály 85′ Bódi |

| Szusza Ferenc Stadion, Budapest Nézőszám: 3 347 Játékvezető: Farkas Ádám (magyar) Asszisztensek: Király Krisztián és Márkus Tamás |

Debreceni VSC: Radošević — Jovanović, Mészáros, Brković, Korhut — Bódi, Varga, Szakály , Horváth (Đelmić  68') — Holman (Tisza  46') — Kulcsár (Sidibe  89') · Fel nem használt cserék: Verpecz (kapus), Szatmári, Ferenczi, Takács
A forduló rangadóján mindjárt az első percben Brković ajándékba adott labdáját Balogh Balázs 19 méterről hatalmas erővel lőtte kapura, azonban Radošević oldalra vetődve szögletre hárította. Az 5. percben a debreceniek első szögletéből majdnem gól született, azonban Korhut becsavart labdáját Brković kapásból rálőtte, de a hazaiak kapusa, Balajcza jó helyen állt és védett. A két dobogós csapat mérkőzésének első negyedórája a debrecenieké volt, legnagyobb helyzetüket Bódi dolgozta ki amikor már a hazaiak kapusát is kicselezte az ötméteres sarkánál, beadott labdáját Kulcsár Tamás a hálóőr nélküli kapu felé lőtte, azonban a gólvonalon álló újpesti védő, Nagy Tibor blokkolta azt. A 37. percben gólt szerzett a Loki, a Holman Dávid ellen elkövetett 16-oson belüli szabálytalanságért megítélt tizenegyest Szakály Péter váltotta gólra (0–1). A második játékrészben jóval aktívabb volt az Újpest, a 49. percben egy oldalról beívelt labdát a vendégek kapusa kiütötte, ami pont a 11-es környékén álló Baloghhoz pattant, aki kapásból rálőtte, de a játékszer magasan elkerülte a vendégek kapuját. 4 perccel később ismét szöglethez jutott a debreceni együttes, azonban Tisza Tibor beívelt labdáját Brković 7 méterről nem sokkal a kapu mellé csúsztatta. A hazai csapat próbálkozásait a hajrában siker koronázta, az Angelov ellen elkövetett szabálytalanságért megítélt büntetőt a 86. percben Lencse László váltotta gólra, beállítva az 1–1-es végeredményt.
Az első félidőben kicsit álmosan kezdett a csapat, nem játszott jól a gárda, sok volt a hiba, a tévedés, nem használtuk ki a helyzeteket. Az ellenfél egy tizenegyesből szerzett vezetést. A második félidőbe felpörgött a csapat, sajnos nem tudtunk több gólt szerezni, de az egy gólt megérdemeltük.
Nagyon jó mérkőzést játszottunk az Újpesttel, erre is számítottunk, azt kaptam, amit vártam az Újpesttől. Sikerült vezetést szereznünk, domináltunk, de a kontráink nem voltak pontosak. Büntetők ide vagy oda, nem akarok állást foglalni, messze voltam. Nem vagyok teljesen elégedett a döntetlennel, be kellett volna rúgni a helyzeteket, Újpesten kevés az egy gól.
- Lencse október 24-én a Puskás Akadémia mezében is lőtt gólt a DVSC-Tevának, az a meccs is 1-1-re végződött.[53]

### Harmadik kör
Győzelem
      Döntetlen
      Vereség
| 23. forduló 2016. március 5., szombat 18.00 |

| Debreceni VSC–TEVA                                        | 4 – 2               | Puskás Akadémia FC               |
| --------------------------------------------------------- | ------------------- | -------------------------------- |
| Takács 12' Szakály 19' 49' Horváth 20' 54' 54' Korhut 45' | (3 – 2) Jegyzőkönyv | 8' Csurko 24' Mészáros 47' Ljopa |

| Nagyerdei stadion, Debrecen Nézőszám: 2 311 Játékvezető: Erdős József (magyar) Asszisztensek: Tóth II Vencel és Albert István |

Debreceni VSC: Radošević — Jovanović, Mészáros, Brković, Korhut — Varga (Lázár  59') — Horváth, Holman, Szakály , Ferenczi (Đelmić  67') — Takács (Kulcsár  76') · Fel nem használt cserék: Verpecz (kapus), Tisza, Máté, Sidibe.
Fordulatos, eseményekben gazdag volt az első félidő, a kezdeti Loki-lehetőségek után a 8. percben vezetéshez jutottak a vendégek, Csurko 15 méteres lövését követően a menteni igyekvő Mészáros Norbert lábáról a léc alá vágódott a labda, öngól (0–1). Nem sokat kellett várni az egyenlítésre, a 12. percben egy szöglet utáni kipattanó labdával Mészáros indította Szakály Pétert, aki kilépett a 16-oson belül, majd Takács Tamás elé gurított, aki az 5 méteresről a hálóba továbbított (1–1). A vendégek a gól után aktívak voltak ugyan, de a 19. percben a Debrecen szerzett vezetést, Brković hátulról előrevágott labdáját Takács a tizenhatosról visszafejelte Szakály Péter lábára, aki nem gondolkodott sokat és 24 méterről eleresztett lövése a bal felső sarokban kötött ki (2–1). Egy perccel később ismét középkezdéshez készülődhetett a Puskás Akadémia, Szakály a félpályánál megszerzett labdáját Holman azonnal kipasszolta balra Ferenczinek, akinek lapos beadását követően Horváth Zsolt 5 méterről a kapu közepébe helyezett (3–1). A 24. percben érkezett a találkozó ötödik gólja, Sallai Roland remek kiugratásával Mészáros Karol tört kapura, majd lőtt 12 méterről a hálóba (3–2). A folytatásban is sok volt a lehetőség, de a szünetig nem született újabb találat. Az 54. percben megszületett a negyedik debreceni gól, Korhut szerzett labdát a félpályánál, majd Ferenczit indította remekül, akinek bal oldali beadására ismét Horváth Zsolt érkezett középen, és közelről az üres kapuba passzolt (4–2). Az akadémisták innen már nem tudtak újítani, a DVSC végül magabiztosan nyerte meg a találkozót, és feljött a második helyre a tabellán.
Nehéz mérkőzés volt, olyan csapat ellen játszottunk, amelynek minden pontra szüksége van. Ellenfelünk az első támadásából megszerezte a vezetést. Szerencsére gyorsan szereztünk három szép gól, és a folytatásban is voltak helyzeteink. Horváth Zsolt duplájának örülök, akárcsak annak, hogy többen is gólerősen játszanak mostanában, hiszen az ősszel diétáztunk ezen a téren. Sűrű a program, kedden újabb meccs vár ránk, szükségünk van mindenkire.
Jól kezdtünk, de sajnos sokat hibáztunk, ez nem fér bele. Szakály Péter találatát Európában bárhol megcsodálnák, a többi debreceni gólnál azonban mi hibáztunk, olyan helyzetekben vesztettünk labdákat, amikor el kell kezdeni felépíteni a támadásokat. Lipcsei Ádámmal elégedett vagyok. Bízunk benne, az edzéseken is jó benyomást tett a szakmai stábra, szép jövő előtt áll.
| 24. forduló 2016. március 8., kedd 18.00 (TV: M4 Sport) |

| Vasas SC                           | 0 – 0       | Debreceni VSC–TEVA |
| ---------------------------------- | ----------- | ------------------ |
| Novák 7' Hangya 7' Risztevszki 86' | Jegyzőkönyv | 9′, 59′ Takács     |

| Illovszky Rudolf Stadion, Budapest Nézőszám: 1 100 Játékvezető: Németh Ádám (magyar) Asszisztensek: Király Krisztián és Huszár Balázs |

Debreceni VSC: Verpecz — Lázár, Szatmári, Brković, Korhut — Bódi (Varga  73'), Jovanović, Szakály , Horváth (Ferenczi  89') — Tisza (Kulcsár  89') — Takács · Fel nem használt cserék: Radošević (kapus), Mészáros, Máté, Sidibe.
A mély talajú pálya alaposan megnehezítette mindkét csapat dolgát, a debrecenieknek nem is igazán adódott helyzetük az első félidőben. A Vasas ezzel szemben két nagy lehetőséget is elhibázott a szünetig, mindkét alkalommal Novák Csanád célzott pontatlanul. A szünet után a debreceniek támadtak többet, de az 59. percben emberhátrányba kerültek, Takács Tamás kapott piros lapot. A Vasas ezúttal sem tudta kihasználni az emberelőnyt, sőt a meccslabdát Horváth Zsolt révén a DVSC hagyta ki a hajrában. Gól nem született, a Honvéd után a Debrecen ellen is egy pontot szereztek az angyalföldiek.
- A DVSC-Teva ebben az idényben másodszor játszott a bajnokságban 0-0-ra. A Loki a legutóbbi hat idegenbeli bajnokiján nyeretlen, egy, a Ferencváros elleni vereség mellett ötször egy pontot szerzett.[55]

| 25. forduló 2016. március 12., szombat 15.30 (TV: M4 Sport) |

| Debreceni VSC–TEVA | 0 – 3               | Budapest Honvéd FC                       |
| ------------------ | ------------------- | ---------------------------------------- |
| Holman 77'         | (0 – 3) Jegyzőkönyv | 4' 26' Eppel 38' Hidi 23' Botka 67' Nagy |

| Nagyerdei stadion, Debrecen Nézőszám: 2 327 Játékvezető: Kassai Viktor (magyar) Asszisztensek: Bozó Zoltán és Dr. Varga Zsolt |

Debreceni VSC: Radošević — Lázár, Mészáros, Brković, Korhut (Tisza  46') — Horváth (Bódi  46'), Varga, Szakály , Ferenczi (Jovanović  65') — Holman — Sidibe · Fel nem használt cserék: Verpecz (kapus), Szatmári, Coulibaly, Kulcsár.
A debreceniek álmosan, enerváltan kezdték a mérkőzést, a Honvéd már az első percektől jóval agresszívebb futballt mutatott be, ráadásul a 4. percben megszerezte a vezetést is, egy jobb oldali szabadrúgást követően Eppel Márton fejelt a kapu bal oldalába (0–1). A folytatásban sem találta a ritmust a Loki, a hazaiak támadójátéka kiszámítható volt, helyzetek sem alakultak ki a vendégek kapuja előtt. A 26. percben egy szöglet után többször is felszabadíthattak volna a debreceniek, ez nem sikerült nekik, Nagy Gergő távoli lövése után még blokkoltak a védők, de Eppel megszerezte a labdát, és két védő között a kapu közepébe gurított (0–2). A 38. percben érkezett a harmadik Honvéd-gól, egy bal oldali beadást követő rövid felszabadítás után Hidi Patrik kapásból, ballal borzasztóan nagy gólt lőtt a kapu jobb oldalába (0–3). Hiába cserélt kettőt szünetben Kondás Elemér, a csapat támadójátéka nem javult fel, sőt a Honvéd járt közelebb az újabb gólok szerzéséhez. Helyzetei azonban kimaradtak, így maradt az első félidei eredmény a lefújásig, a Debrecen első idei vereségét szenvedte el.
Nehéz egy ilyen mérkőzés után mit mondani. Nagyon csalódott vagyok, mert rendkívül gyengén teljesítettünk. Ellenfelünk a mai napon lefutballozott minket. Lassan és tompán játszottunk, rengeteg rossz magoldást választottunk, kevés lehetőségünk adódott a gólszerzésre. Figyelmetlenek voltunk, a Honvéd pedig minden hibánkat könyörtelenül kihasznált. Szervezetten védekezett ellenfelünk, elöl a két gyors csatáruk megkeserítette a védőink dolgát. Rengeteg hiba jellemezte a játékunkat.
Volt egy hétközi forduló, mi szerdán léptünk pályára, így erre a mérkőzésre csak csütörtökön és pénteken tudtunk készülni. A mai találkozón 3-5-2-es hadrendben álltunk fel, mert tudtuk, ez lehet eredményes a Debrecen ellen, és bejött. A Loki ellen még nem sikerült nyernem edzőként, örülök, hogy végre összejött.
| 26. forduló 2016. március 20., vasárnap 15.30 |

| MTK Budapest FC     | 1 – 0               | Debreceni VSC–TEVA               |
| ------------------- | ------------------- | -------------------------------- |
| Nikač 63' Thian 72' | (0 – 0) Jegyzőkönyv | 34' Szakály 73' Tisza 74' Korhut |

| Illovszky Rudolf Stadion, Budapest Nézőszám: 634 Játékvezető: Bognár Tamás (magyar) Asszisztensek: Takács Gábor és Horváth Zoltán |

Debreceni VSC: Radošević — Jovanović, Mészáros (2. f.), Brković (Szatmári  46'), Korhut — Bódi (Coulibaly  75'), Varga, Szakály (1. f.) (Tisza  46'), Horváth, Holman — Takács · Fel nem használt cserék: Verpecz (kapus),  Ferenczi, Lázár, Kulcsár.
Meglehetősen óvatosan kezdtek a csapatok a Fáy utcában megrendezett összecsapáson, különösebb kockázatvállalási kedvet egyik félen sem lehetett észlelni az első félidőben. Mindkét oldalon voltak bátortalan próbálkozások a gólszerzésre, de kisebb lehetőségeknél tovább egyik csapat sem jutott. A második félidő eseménydúsan kezdődött, az első öt percben Holman Dávid és Horváth Zsolt hagyott ki nagy lehetőséget (mindkétszer Hegedűs kapus védett nagyot), majd Kanta közeli fejese után kerülte el a debreceni kaput a labda. A 63. percben ritkán látható hibából szerzett vezetést az MTK: egy hazaadott labdát Radošević szeretett volna messzire elrúgni, de a felezővonaltól odasprintelő Nikač a kapus elé ugrott, lábáról az üres kapuba pattant a labda (1–0). A folytatásban hiába próbálkozott a Debrecen, helyzetekig sem jutott el, az MTK megtartotta előnyét, és ezzel megerősítette második helyét a tabellán, egyszersmind megakadályozta, hogy a Ferencváros már márciusban bajnoki címet ünnepelhessen.
Az első félidőben nem volt igazán nagy az iram, de mindkét csapat nagyon fegyelmezetten visszaállt védekezni. A második félidő elején a Debrecen nekünk jött, Hegedűs szerencsére jól védett. Majd jött a gólunk. A futball az ilyen.
A mérkőzés előtt beszéltünk arról, hogy egy momentum is eldöntheti a mérkőzést. Sajnos mi hibáztunk egy nagyot, pedig előtte volt egy helyzetünk, Hegedűsnek kellett védeni, aztán van egy hazaadás, majd egy rossz mozdulat és ennyi. Sajnos ezúttal sem sikerült betalálnunk, sokkal határozottabbnak kellett volna lennünk a kapu előtt.
- A montenegrói Nikač az első gólját szerezte az OTP Bank Ligában.[57]

| 28. forduló 2016. április 2., szombat 18.30 (TV: M4 Sport) |

| Debreceni VSC–TEVA                                              | 2 – 1               | Ferencvárosi TC                                             |
| --------------------------------------------------------------- | ------------------- | ----------------------------------------------------------- |
| Takács 28' 30' Jovanović 42' Varga 50' Ferenczi 89' Tisza 90+1' | (2 – 0) Jegyzőkönyv | 62' Šesták 88' Nalepa 89' Dilaver 90+1′ Ramírez 90+1' Lamah |

| Nagyerdei stadion, Debrecen Nézőszám: 5 658 Játékvezető: Farkas Ádám (magyar) Asszisztensek: Ring György és ifj. Varga Gábor |

Debreceni VSC: Verpecz — Jovanović, Mészáros, Brković, Lázár — Bódi (Ferenczi  58'), Varga, Szakály , Horváth — Holman (Kulcsár  81') — Takács (Tisza  85') · Fel nem használt cserék: Radošević (kapus), Szatmári, Đelmić, Coulibaly.
A mérkőzés első 25 perce a Ferencvárosé volt, többet veszélyeztettek a zöld-fehérek, de félidő derekán a hazaiak szereztek vezetést: a korábbi ferencvárosi középpályás, Holman Dávid játszotta tisztára magát a 16-oson belül, lövését védte Dibusz, de a kipattanót Takács Tamás a hálóba lőtte (1–0). Két perccel később érkezett a második debreceni gól, Szakály Péter jobbról tette be a kapu elé a labdát, Takács pedig egy lépésről a hálóba továbbított (2–0). A Ferencvárosnak nem ment a játék, az 50. percben a Loki közel járt a harmadik találathoz is, de Leandro a gólvonalról mentett. A 62. percben mégis szépítettek a vendégek, Lamah bal oldalról tette középre a labdát, Šesták pedig 10 méterről a kapuba lőtt (2–1). Nem sokkal később kapufát lőttek a hazaiak, innentől kezdve azonban a Fradi támadott egészen a lefújásig. Az egyenlítő találat végül nem jött össze, de a zöld-fehérek a vereséggel is megnyerték a bajnokságot, 2004 után végeznek az élen újra az NB I-ben, történetük 29. bajnoki elsőségét gyűjtve be.
Ez volt a célunk, hogy végre legyőzzük a Ferencvárost. A kupamérkőzésen is közel álltunk hozzá, de akkor kimaradtak a helyzetek. Lehetőségeink most is akadtak, két nagyon szép gólt szereztünk, és lehetőségünk volt további találatokra is, amivel nagyobb különbségűvé tehettük volna a győzelmet. Utána szépített az FTC, kicsit izgalmas lett a meccs. Összességében azt mondhatom, szervezetten futballozott mindenki, gratulálok a játékosoknak. Nagyon jó mérkőzést játszottunk, voltak indulatok pró és kontra. Fontos győzelmet arattunk, de a Fradinak is gratulálok a bajnoki címhez.
A válogatott szünet nem jött jól nekünk. Jól kezdtünk, de a focihoz nem csak a labdatatás, a labdabirtoklás tartozik, hanem a védekezés is, és ezt nagyon rosszul oldottuk meg. A védelmünkben az egy az egy elleni szituációk során hiányzott az agresszivitás. A második félidőben ez megváltozott, de ekkor már kétgólos hátrányban voltunk, nem volt könnyű dolgunk. Ettől függetlenül minden megpróbáltunk, szépítettünk, a fiúkra nem lehet panasz, mert nagyot küzdöttek, de hozzáteszem, 3–1 is lehetett volna az eredmény a Lokinak. Nem tudok elmenni szó nélkül a játékvezető ténykedése mellett. A labdarúgómeccsen a játékosok a főszereplők és nem a bírók, de vannak, akik jobb színben akarnak feltűnni, ilyenkor néz ki úgy a meccs, mint most a második félidő. Lendületes, szép játék zajlott a pályán, sportszerű párharcok voltak, felesleges volt mindent lefújnia, így nem alakult ki folyamatos játék. Ha egy nemzetközi mérkőzésen a játékvezető így dolgozna, az lenne az utolsó meccse. A bírónak ezen el kellene gondolkodnia.
- A Fradi a 2015. május 3., a pécsi 2-2 óta először kapott bajnoki mérkőzésen az első félidőben két gólt. Érdekes, hogy akkor is duplázott az ellenfél játékosa, Szatmári Lóránd.[59]

| 29. forduló 2016. április 5., kedd 18.00 (TV: M4 Sport) |

| Videoton FC                                         | 1 – 0               | Debreceni VSC–TEVA              |
| --------------------------------------------------- | ------------------- | ------------------------------- |
| Feczesin 37' Pölöskei Zs. 35' Stopira 54' Simon 64' | (1 – 0) Jegyzőkönyv | 31′ Brković 88' Szakály 90'Bódi |

| Pancho Aréna, Felcsút Nézőszám: 1 006 Játékvezető: Szabó Zsolt (magyar) Asszisztensek: Erős Gábor és Király Krisztián |

Debreceni VSC: Verpecz — Lázár (Máté  22'), Mészáros, Brković, Korhut — Bódi, Varga, Szakály , Ferenczi (Horváth  46') — Holman — Kulcsár (Takács  63') · Fel nem használt cserék: Radošević (kapus), Szatmári, Tisza, Đelmić.
Komolyabb helyzetek nélkül telt el a mérkőzés első fél órája a Pancho Arénában. Ezt követően a 30. percben emberhátrányba került a Loki, Dušan Brković rántotta le utolsó emberként Géresi Krisztiánt harminc méterre a kaputól, Szabó Zsolt pedig kiállította a szerb játékost. Hat perccel az esetet követően Asmir Suljić kapott egy hosszú indítást a jobb oldalon, beadására pedig Feczesin Róbert érkezett remek ütemben, és három méterről a hálóba lőtt (1–0). A második játékrész csodagóllal folytatódhatott volna, Géresi tekerte tizenöt méterről a kapu elé Haraszti Zsolt szögletét, az ötösön Stopira azonban a labda mellé sarkalt. A 73. percben Suljić huszonkét méterről jobbal vette célba a jobb alsót, de Verpecz István vetődve fogni tudta a labdát. Bár a Debrecen mindent megtett a mérkőzés utolsó tíz percében, ám az eredményen nem tudott változtatni, a Videoton megérdemelten nyerte meg a találkozót.
Számunkra most az a legfontosabb, hogy megvan a három pont. Az első félidőben nagyon jól játszottunk, a második már teljesen más helyzet volt. Nagyon nem kellett mennünk az eredményért, az ellenfél sem próbálkozott, meg tudtuk tartani a labdát a DVSC térfelén. Az, hogy nem voltunk annyira élesek előre, az előfordul.
Nem így terveztük természetesen. Az első félidőben feleslegesen adtunk területet a fehérváriaknak, akik ezt jól ki tudták használni. A megszerzett labdákkal pontatlanok voltunk, utána ráadásul megfogyatkoztunk. A második félidőben próbáltuk átszervezni a csapatot, de kevés lehetőségünk adódott a támadások felépítésére.
- Kondás Elemér legénysége szeptember 19. óta nyeretlen idegenben, vendégként a legutóbbi három meccsén nem tudott gólt szerezni.[61]

| 27. forduló 2016. április 9., szombat 20.45 (TV: M4 Sport) |

| Paksi FC              | 0 – 1               | Debreceni VSC–TEVA                    |
| --------------------- | ------------------- | ------------------------------------- |
| Bartha 67' Bajner 79' | (0 – 1) Jegyzőkönyv | 28' Szabó 39' Lázár 40' Máté 60' Bódi |

| Fehérvári úti stadion, Paks Nézőszám: 835 Játékvezető: Németh Ádám (magyar) Asszisztensek: Tóth II Vencel és Farkas Balázs |

Debreceni VSC: Verpecz — Lázár, Mészáros , Máté, Korhut — Jovanović, Varga, Bódi, Horváth (Đelmić  68') — Holman (Tisza  88') — Takács (Kulcsár  90') · Fel nem használt cserék: Radošević (kapus), Szatmári, Ferenczi, Bereczki.
Az első félidő nem bővelkedett helyzetekben, a DVSC úgy szerzett vezetést, hogy igazán nagy lehetőséget nem alakított ki: a 28. percben egy bal oldali beadás után a felszabadítani igyekvő Szabó János a saját kapujába fejelt (0–1). A félidő hajrájában Horváth Zsolt lábában maradt a második debreceni találat, a fordulás után pedig Takács Tamás dönthette volna el a mérkőzést, de két ziccert is elrontott. A hajrában alakította ki első helyzeteit a Paks, de hiába alakított ki több rögzített szituáció után is veszélyt, egyik sem lett gól, egy alkalommal Bódi Ádám a gólvonalról fejelte ki a labdát. Az utolsó pillanatokban a Loki még lőtt egy kapufát, de az eredmény nem változott, a DVSC szeptember közepe óta (Vasas–DVSC 0–1) először nyert idegenbeli bajnoki mérkőzést, és ezzel feljött a dobogóra a tabellán.
| Csapat   | Labdabirtoklás perc (%) | Lövés | Kaput talált lövés | Gól | Szöglet | Szabálytalanság | Les | Sárga lap | Piros lap | Pontos passz | Megnyert párharc |
| -------- | ----------------------- | ----- | ------------------ | --- | ------- | --------------- | --- | --------- | --------- | ------------ | ---------------- |
| Paks     | 30:53 (59,05%)          | 7     | 1                  | 0   | 6       | 16              | 1   | 2         | 0         | 463 (79,55%) | 106 (47,75%)     |
| Debrecen | 21:25 (40,95%)          | 6     | 3                  | 1   | 6       | 14              | 2   | 3         | 0         | 284 (72,26%) | 116 (52,25%)     |

Nem lehetek elégedett a játékunkkal, hiszen kikaptunk. Szerencsétlen gólt rúgtunk magunknak. Utána megváltozott a játék képe, próbálkoztunk, voltak kontráink, de nem sikerült semmi, mert nagyon agresszíven és jól védekezett az ellenfél, nem tudtuk feltörni. A végén megvolt a lehetőségünk az egyenlítésre, pontrúgásból hatalmas helyzetet alakítottunk ki, sajnos nem ment be. Ez egy 1–0-s mérkőzés volt, a Debrecen megérdemelte a sikert.
Örülök a sikernek, annak különösen, hogy jól játszottunk, több százszázalékos helyzetet kidolgoztunk. Hamarabb el kellett volna dönteni a mérkőzést. A koncentráció hiányzott talán, ezért nem mentek be a ziccerek. Ettől függetlenül elégedett vagyok, mert a játékosok sokat dolgoztak, fegyelmezetten futballoztak, betartották, amiket megbeszéltünk.
- Az elmúlt tíz évben a DVSC, minden sorozatot beleértve, harmadszor nyert 1-0-ra Pakson.[63]

| 30. forduló 2016. április 16., szombat 18.00 (TV: M4 Sport) |

| Debreceni VSC–TEVA          | 1 – 0               | Újpest FC     |
| --------------------------- | ------------------- | ------------- |
| Tisza 82' Máté 23' Bódi 44' | (0 – 0) Jegyzőkönyv | 85' Litauszki |

| Nagyerdei stadion, Debrecen Nézőszám: 3 247 Játékvezető: Vad II István (magyar) Asszisztensek: Kelemen Attila és Márkus Tamás |

Debreceni VSC: Verpecz — Jovanović, Máté h., Brković, Korhut — Bódi (Tisza  75'), Varga, Szakály  (Lázár  15'), Horváth (Đelmić  31') — Holman  — Takács · Fel nem használt cserék: Radošević (kapus), Ferenczi, Mészáros, Kulcsár.
Két olyan csapat lépett pályára Debrecenben, amely jól megszervezte a védekezését, fegyelmezetten zártak a hátsó sorok, a támadójáték azonban mindkét oldalon hagyott kívánnivalót maga után. Az első félidő végéig nem alakultak ki helyzetek, és a fordulást követően sem változott jelentősen a játék képe. Végül született így is gól, Tisza Tibor szabadrúgásból ívelt a kapu elé, a bemozduló játékosok megzavarták Balajcza Szabolcsot, aki így nem tudta védeni a kapu felé csavarodó lövést (1–0). A hátralévő időben a hazaiak megtartották előnyüket, és nagy lépést tettek az idény végi dobogó megszerzése felé.
| Csapat   | Labdabirtoklás perc (%) | Lövés | Kaput talált lövés | Gól | Szöglet | Szabálytalanság | Les | Sárga lap | Piros lap | Pontos passz | Megnyert párharc |
| -------- | ----------------------- | ----- | ------------------ | --- | ------- | --------------- | --- | --------- | --------- | ------------ | ---------------- |
| Debrecen | 27:05 (52,25%)          | 13    | 5                  | 1   | 2       | 15              | 0   | 2         | 0         | 345 (75,16%) | 128 (52,67%)     |
| Újpest   | 24:45 (47,75%)          | 7     | 2                  | 0   | 5       | 14              | 3   | 1         | 0         | 372 (74,55%) | 115 (47,33%)     |

Csak a győzelemhez lehet gratulálni, a futballunk nem volt az igazi. A játékosok küszködtek, tulajdonképpen kiszenvedtük ezt a sikert. Tisza Tibor góljával nagyon fontos három pontot szereztünk. Szakály Pétert már nagyon korán le kellett cserélnem, ráadásul nem sokkal később Horváth Zsolt is jelezte, hogy nem tudja folytatni a játékot. Ezt követően sok lehetőségünk már nem volt a változtatásra, vigyáznunk kellett, nehogy túl korán használjuk el a harmadik cserénket. Többet tettünk a győzelemért, mint az ellenfelünk. A szezon végi dobogós helyezés elérése szempontjából fontos három pontot szereztünk, de még véletlenül sem hihetjük, hogy már célba értünk.
Gratulálok a Debrecennek, megérdemelte a győzelmet. Korábban többször is beszéltünk már a szerencsefaktorról, érdemes lenne elgondolkodni azon, ezúttal miért az ellenfélnek volt szerencséje... Az első játékrészben jobban játszottunk, voltak helyzeteink, ugyanakkor a fordulás után feljavult a házigazda, ekkor már nem voltunk eléggé élesek. Összességében mégsem tudom a csapatomat elmarasztalni. Nagy kérdés, mennyivel lettünk volna veszélyesebbek, ha több támadó van a pályán. Így is megvoltak a gólhelyzeteink, de éles helyzetben problémánk van azok kihasználásával. Beszélhetünk mi az első három helyről, ám amíg kimaradnak a helyzeteink, nem tudjuk elérni a céljainkat. Alighanem elúszott a dobogó.
- A DVSC-Teva 2014. május 10. óta először tudott bajnoki meccset nyerni Nebojša Vignjević együttese ellen pályaválasztóként.[65]

| 31. forduló 2016. április 20., szerda 18.00 |

| Swietelsky Haladás                         | 2 – 2               | Debreceni VSC–TEVA                                |
| ------------------------------------------ | ------------------- | ------------------------------------------------- |
| Gaál 28' Halmosi 59' Németh 72' Iszlai 75' | (1 – 0) Jegyzőkönyv | 51' 74' Jovanović 67' Takács 12' Máté 93' Brković |

| Káposztás utcai Stadion, Sopron Nézőszám: 1 327 Játékvezető: Erdős József (magyar) Asszisztensek: Lémon Oszkár és Takács Gábor |

Debreceni VSC: Verpecz — Mészáros , Máté, Brković, Korhut — Jovanović, Varga, Tisza, (Kulcsár  70'), Đelmić (Bereczki  90+3') — Holman (Ferenczi  80') — Takács · Fel nem használt cserék: Radošević (kapus), Szatmári, Lázár, Ludánszki. 
A debreceniek mezőnyfölényével kezdődött az összecsapás, de a támadások befejezése rendre pontatlan volt, ezért gólt nem szerzett a vendégcsapat. A Haladás kevesebbet támadott, de veszélyesebben: előbb Halmosi Péter találta el a keresztlécet, majd a 28. percben megszületett a hazaiak vezető találata, egy rövid felszabadítási kísérlet után Gaál Bálint középről, a büntetővonalról lőtt a jobb sarokba, az elvetődő Verpecz mellett (1–0). A félidő hátralévő része két debreceni helyzetet hozott, majd az 51. percben jött az egyenlítés, egy bal oldali beadás után Takács Tamás fejelte le a labdát Jovanovićnak, aki az ötméteres vonaláról, félfordulatból és kapásból a jobb felső sarokba lőtt (1–1). Hét perccel később ismét a Haladás vezetett, Németh Márió lövése után a debreceni kapusról kipattant a labda a kaputól 6 méterre álló Halmosi Péterhez, aki belsővel a hálóba továbbította a játékszert (2–1). A 67. percben újra egyenlített a Loki, Korhut Mihály bal oldali beadását követően Takács Tamás 5 méterről fejelt kapura, a szombathelyiek kapusa még bele tudott ütni a labdába, azonban az a keresztlécről a gólvonal mögé pattant (2–2). A hajrában mindkét csapat kihagyott egy-egy nagy lehetőséget, A Loki kapufát is lőtt, de gól már nem született, döntetlennel ért véget a találkozó.
| Csapat   | Labdabirtoklás perc (%) | Lövés | Kaput talált lövés | Gól | Szöglet | Szabálytalanság | Les | Sárga lap | Piros lap | Pontos passz | Megnyert párharc |
| -------- | ----------------------- | ----- | ------------------ | --- | ------- | --------------- | --- | --------- | --------- | ------------ | ---------------- |
| Haladás  | 27:12 (52,95%)          | 11    | 5                  | 2   | 2       | 14              | 4   | 2         | 0         | 352 (76,36%) | 100 (45,87%)     |
| Debrecen | 24:10 (47,05%)          | 15    | 5                  | 2   | 10      | 18              | 3   | 3         | 0         | 328 (73,87%) | 118 (54,13%)     |

Izgalmas, jó mérkőzést játszottunk a jó erőkből álló Debrecen ellen. Fontos pontszerzés számunkra. Tétje volt a mérkőzésnek, érezni lehetett a játékon. A Debrecennek voltak beívelései, itt kijött a nemzetközi rutinja. Nagy dolog, hogy kétszer is tudtunk vezetni. Lehetőségünk lett volna megnyerni a mérkőzést, de nem bánkódom a döntetlen miatt.
Változatos, fordulatos, jó meccs volt, a végén több helyzetünk is volt, amivel meg kellett volna nyernünk a mérkőzést. Győzelmi esélyt szalasztottunk el. Kondícióban múltuk felül a Haladást, szenvedéllyel fociztak a játékosok. Djelmic jól játszott. Szakály játéka még kérdéses a következő meccsen, a válla sérült. Bódi játszhat már, Máté viszont begyűjtötte ötödik sárgáját, ő biztosan nem lesz ott a Diósgyőr ellen.
- Tovább tart a rossz sorozat: a DVSC lassan öt éve nem nyert a Haladás vendégeként.[67]

| 32. forduló 2016. április 23., szombat 18.00 (TV: M4 Sport) |

| Debreceni VSC–TEVA                                               | 3 – 1               | Diósgyőri VTK                                                         |
| ---------------------------------------------------------------- | ------------------- | --------------------------------------------------------------------- |
| Jovanović 13' 55' Takács 19' Bódi 69' Kulcsár 90+1' Korhut 90+2' | (2 – 1) Jegyzőkönyv | 43' Egerszegi 33' Okuka 45' James 67' Nemes 83' Novothny 90+2' Lipták |

| Nagyerdei stadion, Debrecen Nézőszám: 3 286 Játékvezető: Szabó Zsolt (magyar) Asszisztensek: Bozó Zoltán és Becséri Gergely |

Debreceni VSC: Verpecz — Lázár, Mészáros , Brković, Korhut — Bódi, Varga, Jovanović, Đelmić (Ferenczi  61') — Holman (Tisza  79') — Takács (Kulcsár  86') · Fel nem használt cserék: Radošević (kapus), Szatmári, Bereczki, Sidibe.
Hazai helyzetekkel kezdődött a találkozó, majd a 13. percben megszületett a Loki vezető találata, egy szép támadás végén Takács Tamás bal oldali beadását Aleksandar Jovanović lőtte 10 méterről a hálóba (1–0). A 19. percben már kettővel ment a Debrecen, egy szöglet után Varga József fejesét még védte Ivan Radoš, de a kipattanó épp Takácshoz került, aki 4 méterről a kapuba lőtt (2–0). A félidő hajrájában kezdett el éledezni a DVTK, és a 43. percben sikerült szorossá tennie a meccset, Novothny Soma beadása után Egerszegi Tamás 8 méterről a bal alsó sarokba lőtt (2–1). A második félidőben is a DVSC játszott veszélyesebben, és a 69. percben két gólra növelte az előnyét, Bódi Ádám jobb oldali szabadrúgása után a kapu elé érkező labda megpattant Bacsa Patrik fején, majd a hálóban kötött ki (3–1), így alakult ki a végeredmény.
| Csapat   | Labdabirtoklás perc (%) | Lövés | Kaput talált lövés | Gól | Szöglet | Szabálytalanság | Les | Sárga lap | Piros lap | Pontos passz | Megnyert párharc |
| -------- | ----------------------- | ----- | ------------------ | --- | ------- | --------------- | --- | --------- | --------- | ------------ | ---------------- |
| Debrecen | 26:58 (53,43%)          | 19    | 7                  | 3   | 6       | 12              | 3   | 3         | 0         | 412 (83,06%) | 80 (48,19%)      |
| Diósgyőr | 23:30 (46,57%)          | 8     | 5                  | 1   | 2       | 15              | 3   | 5         | 0         | 346 (78,28%) | 86 (51,81%)      |

A csapat nagyon jól játszott a mai napon. Szép támadásokat vezettünk, szép gólokat lőttünk, és több nagy helyzetet kidolgoztunk, amik kimaradtak, de így is magabiztosan tudtunk nyerni. Úgy mentünk ki a pályára, hogy bármi áron, de nekünk ezt a mérkőzést meg kell nyerni. Annak ellenére, hogy szerdán meccset játszottunk, és sokat utaztunk, a fiúk végig bírták az egész találkozót. Készülünk a Békéscsaba elleni mérkőzésre, mert győzelemmel szeretnénk zárni a szezont.
Gratulálok az ellenfélnek a győzelemhez, és szeretnék gratulálni szurkolóinkat, akik végig nagyszerűen biztatták a csapatunkat. Az első félidőben gyorsan kaptunk két gólt. Az előzményeket nem firtatom, de például a második gólnál két kézzel lökték el a játékosunkat. Kétgólos hátrány után sikerült szépítenünk, a második félidőre bizakodva jöttünk ki, de a fordulópontok a Debrecent segítették ezen a mérkőzésen. El kell ismerni viszont, hogy a DVSC jobban futballozott, és megérdemelten tartotta itthon a három pontot. Sajnos nélkülözni kellett két válogatott játékosunkat, ami ezen a mérkőzésen döntőnek bizonyult.
- A Loki 2008 óta minden hazai tétmérkőzését megnyerte a DVTK ellen.[69]

| 33. forduló 2016. április 30., szombat 16.30 |

| Békéscsaba 1912 Előre              | 0 – 0       | Debreceni VSC–TEVA                                       |
| ---------------------------------- | ----------- | -------------------------------------------------------- |
| Juhász 57' Punoševac 70' Vaskó 76' | Jegyzőkönyv | 34' Jovanović 56' Brković 59' Korhut 65' Varga 93' Lázár |

| Kórház utcai stadion, Békéscsaba Nézőszám: 942 Játékvezető: Németh Ádám (magyar) Asszisztensek: Dr. Varga Zsolt és Márkus Tamás |

Debreceni VSC: Verpecz — Lázár, Mészáros , Brković, Korhut — Bódi (Tisza  81'), Varga, Jovanović, Đelmić (Horváth  61') — Holman — Takács (Kulcsár  77') · Fel nem használt cserék: Radošević (kapus), Ferenczi, Máté, Sidibe.
Az első félidőben nem látszott, melyik csapat harcol a dobogóért, és melyik esett már ki az élvonalból, kiegyenlített volt a játék, nem igazán forogtak veszélyben a kapuk. A második félidőt jobban kezdte a Debrecen, de helyzeteiből nem született gól. A játékrész második felében a Békéscsaba állt közelebb a vezetés megszerzéséhez, de csak lesgólig jutott, döntetlennel zárult az összecsapás. A Loki a harmadik helyen zárta a bajnokságot, és kilépett a nemzetközi porondra, várhatja az Európa Liga selejtezőjét.
| Csapat     | Labdabirtoklás perc (%) | Lövés | Kaput talált lövés | Gól | Szöglet | Szabálytalanság | Les | Sárga lap | Piros lap | Pontos passz | Megnyert párharc |
| ---------- | ----------------------- | ----- | ------------------ | --- | ------- | --------------- | --- | --------- | --------- | ------------ | ---------------- |
| Békéscsaba | 25:46 (50,82%)          | 13    | 4                  | 0   | 4       | 15              | 3   | 3         | 0         | 303 (70,79%) | 88 (53,33%)      |
| Debrecen   | 24:56 (49,18%)          | 9     | 3                  | 0   | 5       | 21              | 5   | 5         | 0         | 333 (71,92%) | 77 (46,67%)      |

Gratulálok a Debrecennek a harmadik helyezéshez, és gratulálok a csapatomnak azért, hogy a mai mérkőzésen nagyon jól helytállt egy dobogón végző gárda ellen. Helyzeteket dolgoztunk ki, méltó partnerei voltunk a DVSC-nek.
Győzni szerettünk volna ezen a mérkőzésen is, végül 0–0-s döntetlennel zárult a találkozó, amelyen inkább a küzdelem dominált. Az első félidőben alakítottunk ki helyzeteket, de nem tudtunk betalálni, pedig ekkor eldönthettük volna a meccset. A második félidőben is voltak próbálkozásaink. Elégedett vagyok azzal, hogy elértük a bajnokság elején kitűzött célt, a dobogón végeztünk.

### A bajnokság végeredménye
| #   | Csapat                  | M  | GY | D  | V  | G+ – G– | GK  | P  | Megjegyzések                                   |
| --- | ----------------------- | -- | -- | -- | -- | ------- | --- | -- | ---------------------------------------------- |
| 1.  | Ferencvárosi TC         | 33 | 24 | 4  | 5  | 69–23   | +46 | 76 | 2016–2017-es Bajnokok Ligája – 2. selejtezőkör |
| 2.  | Videoton CV             | 33 | 17 | 4  | 12 | 42–29   | +13 | 55 | 2016–2017-es Európa-liga – 1. selejtezőkör     |
| 3.  | Debreceni VSC           | 33 | 14 | 11 | 8  | 48–34   | +14 | 53 | 2016–2017-es Európa-liga – 1. selejtezőkör     |
| 4.  | MTK Budapest            | 33 | 14 | 9  | 10 | 39–37   | +2  | 51 | 2016–2017-es Európa-liga – 1. selejtezőkör     |
| 5.  | Szombathelyi Haladás    | 33 | 13 | 11 | 9  | 33–37   | −4  | 50 |                                                |
| 6.  | Újpest FC               | 33 | 11 | 13 | 9  | 42–37   | +5  | 46 |                                                |
| 7.  | Paksi FC                | 33 | 12 | 7  | 14 | 41–40   | +1  | 43 |                                                |
| 8.  | Budapest Honvéd FC      | 33 | 12 | 7  | 14 | 40–39   | +1  | 43 |                                                |
| 9.  | Diósgyőri VTK           | 33 | 10 | 8  | 15 | 37–47   | −10 | 38 |                                                |
| 10. | Vasas SC Ú              | 33 | 9  | 5  | 19 | 32–54   | −22 | 32 |                                                |
| 11. | Puskás Akadémia         | 33 | 7  | 10 | 16 | 35–51   | −16 | 31 | NB II                                          |
| 12. | Békéscsaba 1912 Előre Ú | 33 | 6  | 9  | 18 | 25–55   | −30 | 27 | NB II                                          |

Utolsó frissítés: 2016. április 30. 
Forrás: mlsz.hu - tabella 
A rangsorolás alapszabályai: 1. összpontszám, 2. egymás elleni eredmények összpontszáma, 3. gólkülönbség, 4. szerzett gólok száma.
(B): Bajnokcsapat, (K): Kieső csapat, (F): Feljutó csapat, (I): Kupainduló, (R): A rájátszás győztese, (KGY): Kupagyőztes

### Eredmények összesítése
Az alábbi táblázatban összesítve szerepelnek a Debreceni VSC 2015–16-os bajnokságban elért eredményei.

A százalék számítás a 3 pontos rendszerben történik.
| Kör (forduló)            | Otthon | Otthon | Otthon | Otthon | Otthon | Otthon | Otthon | Otthon | Idegenben | Idegenben | Idegenben | Idegenben | Idegenben | Idegenben | Idegenben | Idegenben |
| Kör (forduló)            | M      | GY     | D      | V      | LG–KG  | GK     | P      | %      | M         | GY        | D         | V         | LG–KG     | GK        | P         | %         |
| ------------------------ | ------ | ------ | ------ | ------ | ------ | ------ | ------ | ------ | --------- | --------- | --------- | --------- | --------- | --------- | --------- | --------- |
| Első kör (1–11.)         | 5      | 1      | 2      | 2      | 3–6    | –3     | 5      | 33,3   | 6         | 3         | 2         | 1         | 10–7      | +3        | 11        | 61,1      |
| Második kör (12–21.)     | 7      | 5      | 1      | 1      | 18–3   | +15    | 16     | 76,2   | 4         | 0         | 3         | 1         | 4–7       | –3        | 3         | 25,0      |
| Harmadik kör (22–33.)    | 5      | 4      | 0      | 1      | 10–7   | +3     | 12     | 80,0   | 6         | 1         | 3         | 2         | 3–4       | –1        | 6         | 33,3      |
| Összesen (1–33. forduló) | 17     | 10     | 3      | 4      | 31–16  | +15    | 33     | 64,7   | 16        | 4         | 8         | 4         | 17–18     | –1        | 20        | 41,7      |

### Helyezések fordulónként
| Forduló  | 1  | 2  | 3  | 4  | 5  | 6  | 7  | 8  | 9  | 10 | 11 | 12 | 13 | 14 | 16 | 17 | 15 | 18 | 19 | 20 | 21 | 22 | 23 | 24 | 25 | 26 | 28 | 29 | 27 | 30 | 31 | 32 | 33 |
| -------- | -- | -- | -- | -- | -- | -- | -- | -- | -- | -- | -- | -- | -- | -- | -- | -- | -- | -- | -- | -- | -- | -- | -- | -- | -- | -- | -- | -- | -- | -- | -- | -- | -- |
| Helyszín | I  | O  | I  | O  | I  | O  | I  | O  | I  | I  | O  | O  | I  | O  | O  | I  | I  | O  | O  | O  | O  | I  | O  | I  | O  | O  | O  | I  | I  | O  | I  | O  | I  |
| Eredmény | GY | D  | D  | V  | GY | V  | V  | GY | GY | D  | D  | GY | D  | D  | GY | V  | D  | V  | GY | GY | GY | D  | GY | D  | V  | V  | GY | V  | GY | GY | D  | GY | D  |
| Helyezés | 2. | 5. | 4. | 7. | 4. | 8. | 8. | 6. | 4. | 5. | 6. | 2. | 5. | 5. | 4. | 6. | 6. | 7. | 7. | 4. | 3. | 3. | 2. | 2. | 4. | 5. | 3. | 5. | 3. | 3. | 4. | 3. | 3. |

Helyszín: O = Otthon; I = Idegenben. Eredmény: GY = győzelem; D = döntetlen; V = vereség.
A csapat helyezései fordulónként, idővonalon ábrázolva.

### Szerzett pontok ellenfelenként
Az OTP Bank Ligában lejátszott mérkőzések és a megszerzett pontok a Debreceni VSC szemszögéből, 
ellenfelenként bontva, a csapatok nevének abc-sorrendjében.
| Ellenfél              | Eredmény            | Eredmény            | Eredmény     | Eredmény     | Pontok | Előző 5 bajnoki szezon eredményei | Előző 5 bajnoki szezon eredményei | Előző 5 bajnoki szezon eredményei | Előző 5 bajnoki szezon eredményei | Előző 5 bajnoki szezon eredményei | Előző 5 bajnoki szezon eredményei | Előző 5 bajnoki szezon eredményei | Előző 5 bajnoki szezon eredményei | Előző 5 bajnoki szezon eredményei | Előző 5 bajnoki szezon eredményei | Örökmérleg* | Örökmérleg* | Örökmérleg* | Örökmérleg* | Örökmérleg* | Örökmérleg* |
| Ellenfél              | Első és második kör | Első és második kör | Harmadik kör | Harmadik kör | Pontok | 2014–2015                         | 2014–2015                         | 2013–2014                         | 2013–2014                         | 2012–2013                         | 2012–2013                         | 2011–2012                         | 2011–2012                         | 2010–2011                         | 2010–2011                         | M           | GY          | D           | V           | LG–KG       | GK          |
| Ellenfél              | Otthon              | Idegenben           | Otthon       | Idegenben    | Pontok | Otthon                            | Idegenben                         | Otthon                            | Idegenben                         | Otthon                            | Idegenben                         | Otthon                            | Idegenben                         | Otthon                            | Idegenben                         | M           | GY          | D           | V           | LG–KG       | GK          |
| --------------------- | ------------------- | ------------------- | ------------ | ------------ | ------ | --------------------------------- | --------------------------------- | --------------------------------- | --------------------------------- | --------------------------------- | --------------------------------- | --------------------------------- | --------------------------------- | --------------------------------- | --------------------------------- | ----------- | ----------- | ----------- | ----------- | ----------- | ----------- |
| Békéscsaba 1912 Előre | 7–0                 | 3–2                 | —            | 0–0          | 7      | —                                 | —                                 | —                                 | —                                 | —                                 | —                                 | —                                 | —                                 | —                                 | —                                 | 38          | 15          | 13          | 10          | 77–52       | 25          |
| Budapest Honvéd FC    | 0–0                 | 3–3                 | 0–3          | —            | 2      | 4–0                               | 1–1                               | 0–2                               | 3–1                               | 4–1                               | 2–2                               | 1–1                               | 3–0                               | 2–2                               | 0–1                               | 81          | 28          | 20          | 33          | 97–123      | -26         |
| Diósgyőri VTK         | 1–0                 | 2–0                 | 3–1          | —            | 9      | 1–0                               | 1–1                               | 4–0                               | 1–1                               | 2–0                               | 3–3                               | 5–0                               | 2–0                               | —                                 | —                                 | 43          | 26          | 10          | 7           | 88–37       | 51          |
| Ferencvárosi TC       | 0–3                 | 0–3                 | 2–1          | —            | 3      | 2–2                               | 1–1                               | 4–1                               | 1–1                               | 2–3                               | 1–2                               | 1–0                               | 2–1                               | 2–1                               | 1–1                               | 81          | 25          | 20          | 36          | 93–127      | -34         |
| MTK Budapest FC       | 1–0                 | 3–1**               | —            | 0–1***       | 6      | 2–1                               | 0–1                               | 1–0                               | 2–5                               | 0–2                               | 1–3                               | —                                 | —                                 | 3–1                               | 0–0                               | 80          | 26          | 14          | 40          | 105–151     | -46         |
| Paksi FC              | 2–0                 | 1–1                 | —            | 1–0          | 7      | 2–0                               | 1–2                               | 2–2                               | 0–0                               | 0–1                               | 2–1                               | 4–2                               | 0–0                               | 2–1                               | 2–2                               | 18          | 9           | 7           | 2           | 27–15       | 12          |
| Puskás Akadémia FC    | 1–1                 | 1–1                 | 4–2          | —            | 5      | 2–0                               | 1–0                               | 2–1                               | 1–0                               | —                                 | —                                 | —                                 | —                                 | —                                 | —                                 | 4           | 4           | 0           | 0           | 6–1         | 5           |
| Swietelsky Haladás    | 0–1                 | 2–2                 | —            | 2–2          | 2      | 1–0                               | 0–2                               | 2–0                               | 1–1                               | 2–0                               | 0–1                               | 2–0                               | 1–0                               | 1–2                               | 0–3                               | 56          | 25          | 16          | 15          | 68–56       | 12          |
| Újpest FC             | 1–1                 | 1–1                 | 1–0          | —            | 5      | 0–0                               | 0–1                               | 3–1                               | 4–1                               | 0–1                               | 0–0                               | 3–2                               | 5–1                               | 1–1                               | 2–2                               | 88          | 17          | 28          | 43          | 115–182     | -67         |
| Vasas SC              | 4–0                 | 1–0                 | —            | 0–0          | 6      | —                                 | —                                 | —                                 | —                                 | —                                 | —                                 | 5–2                               | 0–0                               | 3–1                               | 5–1                               | 75          | 28          | 18          | 29          | 126–126     | 0           |
| Videoton FC           | 1–2                 | 0–1                 | —            | 0–1          | 0      | 1–2                               | 2–1                               | 2–1                               | 2–1                               | 2–1                               | 1–3                               | 2–1                               | 1–0                               | 3–1                               | 0–1                               | 65          | 30          | 14          | 21          | 99–78       | 21          |

*A 2015-16-os szezon kezdetéig

**Az MLSZ az eredeti sorsolás szerint a 19. fordulóban esedékes MTK-DVSC találkozót megcserélte a 26. fordulóban esedékes DVSC–MTK mérkőzéssel, így ez a találkozó a Debreceni VSC szemszögéből nem idegenbeli összecsapás volt, hanem hazai.

***Az MLSZ az eredeti sorsolás szerint a 26. fordulóban esedékes DVSC–MTK találkozót megcserélte a 19. fordulóban esedékes MTK-DVSC mérkőzéssel.

## Magyar kupa
Az MLSZ szabályzatának értelmében, a 2015-2016. évi UEFA Klubtornákon részt vevő 4 csapat – köztük a Debreceni VSC – kiemelt volt, így csak a 3. fordulóban kapcsolódott be a versenybe.
      Győzelem
      Döntetlen
      Vereség
| 2015. október 14. |

| Géderlaki KSE (megye III.) | 0 – 3 | DVSC–Teva |
| -------------------------- | ----- | --------- |
|                            |       |           |

| Részletek |

| 2015. október 28. |

| Szeged 2011–Grosics Akadémia (NB III.) | 0 – 0 | DVSC–Teva |
| -------------------------------------- | ----- | --------- |
|                                        |       |           |

| Részletek |

| 2015. november 18. |

| DVSC–Teva | 3 – 0 | Szeged 2011–Grosics Akadémia (NB III.) |
| --------- | ----- | -------------------------------------- |
|           |       |                                        |

| Részletek |

| 2016. február 9. |

| Nyíregyháza Spartacus FC (NB III.) | 1 – 2 | DVSC–Teva |
| ---------------------------------- | ----- | --------- |
|                                    |       |           |

| Részletek |

| 2016. március 1. |

| DVSC–Teva | 5 – 0 | Nyíregyháza Spartacus FC (NB III.) |
| --------- | ----- | ---------------------------------- |
|           |       |                                    |

| Részletek |

| 2016. március 16. |

| DVSC–Teva | 0 – 0 | Ferencvárosi TC |
| --------- | ----- | --------------- |
|           |       |                 |

| Részletek |

| 2016. április 13. |

| Ferencvárosi TC | 3 – 0 | DVSC–Teva |
| --------------- | ----- | --------- |
|                 |       |           |

| Részletek |

### 3. forduló
A harmadik forduló sorsolását az MLSZ székházában 2015. szeptember 25-én készítették el. Résztvevők: összesen 32 csapat, melyből 11 NB I-es, 9 NB II-es, 7 NB III-as, 4 megye I-es és 1 megye III-as.
A Géderlaki KSE az első fordulóban erőnyerő volt, míg a 2. fordulóban a megyei I. osztályú Tiszakanyár SE csapatát fogadta és 2–1 arányban győzte le.
| 2015. október 14. 14.00 |

| Géderlaki KSE (megye III.) | 0 – 3               | Debreceni VSC              |
| -------------------------- | ------------------- | -------------------------- |
|                            | (0 – 1) Jegyzőkönyv | Sós 21' 61' Castillion 86' |

| Géderlaki Községi SE Sporttelep, Géderlak Nézőszám: 1 000 Játékvezető: Botló Béla (magyar) Asszisztensek: Kormányos II. Gábor és Iványi István |

- Debreceni VSC: Slakta — Lázár, Kinyik, Szatmári, Barna (Kondás  52') — Szécsi, Szakály  (Vincze  80'), Sós, Ferenczi — Castillion, Horváth (Bereczki  70') · Fel nem használt cserék: Rácz (kapus), Dombi, Nagy A., Nagy Z.

### Nyolcaddöntő
A nyolcaddöntők sorsolását az MLSZ székházában 2015. október 16-án készítették el. A sorsolás folyamán már nem volt kiemelés, így minden párban az elsőként kihúzott csapat lett az első találkozó pályaválasztója. Résztvevők: összesen 16 csapat.
A Szeged 2011–Grosics Akadémia az első fordulóban az NB III-as Monori SE otthonába látogatott és 3–1-re győzött. A második fordulóban szintén vendégként lépett pályára a szintén NB III-as Várfürdő-Gyulai Termál FC csapatánál és hosszabbítás után 2–1 arányban diadalmaskodott. A harmadik fordulóban a másodosztályú FC Ajka együttesét búcsúztatta hazai pályán, ennek a mérkőzésnek 1–0 lett a végeredménye.

#### Első mérkőzés
| 2015. október 28. 13.30 |

| Szeged 2011–Grosics Akadémia | 0 – 0       | Debreceni VSC–Teva |
| ---------------------------- | ----------- | ------------------ |
|                              | Jegyzőkönyv | Kinyik 84'         |

| Grosics Akadémia Sporttelep, Gyula Nézőszám: 300 Játékvezető: Gyarmati II. Tibor (magyar) Asszisztensek: Kormányos II. Gábor és Medovarszki János |

- Debreceni VSC: Radošević — Kinyik, Szatmári, Szilvási, Ferenczi — Jovanović, Varga, Szakály , Bódi (Szécsi  59') — Sós (Horváth  79'), Castillion (Bereczki  79') · Fel nem használt cserék: Slakta (kapus), Brković, Nagy Z., Berdó

#### Visszavágó
| 2015. november 18. 13.00 |

| Debreceni VSC–Teva                        | 3 – 0               | Szeged 2011–Grosics Akadémia |
| ----------------------------------------- | ------------------- | ---------------------------- |
| Farkas 24' (öngól) Szécsi 43' Horváth 87' | (2 – 0) Jegyzőkönyv | 62' Király                   |

| Nagyerdei stadion, Debrecen Nézőszám: 500 Játékvezető: Karakó Ferenc (magyar) Asszisztensek: Albert István és Szpisják Zsolt |

- Debreceni VSC: Radošević — Lázár, Szatmári, Brković, Ferenczi — Jovanović (Szakály  58'), Bódi (Berdó  76'), Szécsi — Bereczki, Castillion (Coulibaly  67'), Horváth · Fel nem használt cserék: Verpecz (kapus), Sós, Sidibe, Kinyik

Továbbjutott a Debreceni VSC, 3–0-s összesítéssel.

### Negyeddöntő
A negyeddöntők sorsolását az MLSZ székházában 2015. november 27-én készítették el. A sorsolás folyamán már nem volt kiemelés, így minden párban az elsőként kihúzott csapat lett az első találkozó pályaválasztója. Résztvevők: összesen 8 csapat, az előző forduló továbbjutói.
A Nyíregyháza Spartacus FC az első fordulóban hazai pályán találkozott a szintén NB III-as Putnok FC csapatával és hosszabbításban 2–0-ra győzte le. A  második fordulóban szintén hazai pályán lépett pályára az NB II-es Vác FC ellenfeleként és 4–0 arányban diadalmaskodott. A harmadik fordulóban az első osztályú Vasas SC együttesét búcsúztatta ismételten hazai pályán, ennek a mérkőzésnek hosszabbítás után 1–1 lett a végeredménye, így a büntetőpárbaj döntött (5–3) a nyírségiek javára és jutottak tovább. A nyolcaddöntőben a másodosztályú Soproni VSE ellen hazai pályán kezdtek egy 4–1-es győzelemmel, majd mivel a visszavágón Sopronban 0–0-s döntetlen született, így ők jutottak a kupasorozat negyedik fordulójába.

#### Első mérkőzés
| 2016. február 9., kedd 18.00 (TV: M4 Sport) |

| Nyíregyháza Spartacus FC (NB III.)               | 1 – 2               | Debreceni VSC–Teva                     |
| ------------------------------------------------ | ------------------- | -------------------------------------- |
| Rezes 25' Harsányi 54' Törtei 61' Rubus 67′, 81′ | (1 – 1) Jegyzőkönyv | 38' Brković 90+4' Ferenczi 66' Szakály |

| Sóstói úti stadion, Nyíregyháza Nézőszám: 2 116 Játékvezető: Bognár Tamás (magyar) Asszisztensek: Lémon Oszkár és Buzás Balázs |

Debreceni VSC: Radošević — Lázár, Szatmári, Brković, Korhut — Szakály , Jovanović, Holman (Bódi  70'), Horváth — Kulcsár (Tisza  46'), Coulibaly (Ferenczi  79') · Fel nem használt cserék: Verpecz (kapus), Máté, Sidibe, Kinyik.

#### Visszavágó
| 2016. március 1., kedd 18.00 (TV: M4 Sport) |

| Debreceni VSC–Teva                      | 5 – 0               | Nyíregyháza Spartacus FC (NB III.) |
| --------------------------------------- | ------------------- | ---------------------------------- |
| Takács 16' 37' 51' Tisza 71' Đelmić 85' | (2 – 0) Jegyzőkönyv |                                    |

| Nagyerdei stadion, Debrecen Nézőszám: 2 235 Játékvezető: Vad II István (magyar) Asszisztensek: Bozó Zoltán és Farkas Balázs |

Debreceni VSC: Verpecz — Lázár, Máté , Szatmári, Ferenczi — Đelmić, Jovanović (Varga  46'), Tisza, Bódi — Takács (Horváth  65') — Sidibe (Nagy  58') · Fel nem használt cserék: Radošević (kapus), Brković, Szakály, Kulcsár.
Továbbjutott a Debreceni VSC, 7–1-es összesítéssel.

### Elődöntő
Az elődöntők párosításának sorsolását 2016. március 2-án, a Videoton–Ferencváros negyeddöntő visszavágó mérkőzés után készítették el az M4 Sport televízió kamerái előtt. A sorsolás folyamán már nem volt kiemelés, így minden párban az elsőként kihúzott csapat lett az első találkozó pályaválasztója. Résztvevők: összesen 4 csapat, az előző forduló továbbjutói.
A Ferencvárosi TC, mint nemzetközi kupában indult együttes, a Debreceni VSC-hez hasonlóan, csak a harmadik fordulóban kapcsolódott be a kupasorozatba, melyben a megyei I. osztályban szereplő Rákóczi SE Nagyecsed csapatával találkozott és az idegenben lezajlott összecsapáson 10–0 arányban győzedelmeskedett. A  nyolcaddöntőben először hazai pályán fogadták a másodosztályban szereplő Aquital FC Csákvár együttesét, melyen 4–1-re győztek. A visszavágón ugyan kikaptak 4–3 arányban, de összesítésben 7–5-tel jutottak a következő fordulóba. A negyeddöntőben a szintén OTP Bank Ligában szereplő Videoton FC ellen hazai pályán kezdtek egy 1–0-s vereséggel, majd a visszavágón, melyre a székesfehérvári csapat stadionjának felújítása miatt a felcsúti Pancho Arénában került sor, hatalmas küzdelemben, egy büntetőrúgással 2–1-re megnyert találkozóval, idegenben szerzett több góllal jutottak a kupasorozat ötödik, elődöntőt érő fordulójába.
A két csapat a Magyar Kupában legutóbb 2003 májusában találkozott, méghozzá a döntőben. A Puskás Ferenc stadionban rendezett finálét a fővárosi együttes nyerte 2–1-re. Azt leszámítva még egy kupadöntőt játszott egymással a két együttes, igaz a Ligakupában. Tavaly a Debrecenben rendezett találkozót szintén a zöld-fehérek nyerték 2–1-re.

#### Első mérkőzés
| 2016. március 16., szerda 18.00 (TV: M4 Sport) |

| Debreceni VSC–Teva                             | 0 – 0       | Ferencvárosi TC      |
| ---------------------------------------------- | ----------- | -------------------- |
| Holman 26' Szakály 26' Varga 26' Jovanović 26' | Jegyzőkönyv | 27' Gera 73' Ramirez |

| Nagyerdei stadion, Debrecen Nézőszám: 4 208 Játékvezető: Iványi Zoltán (magyar) Asszisztensek: Buzás Balázs és Medovarszki János |

Debreceni VSC: Radošević — Jovanović, Mészáros, Brković, Korhut — Bódi, Varga, Szakály , Horváth — Holman (Tisza  78') — Takács · Fel nem használt cserék: Verpecz (kapus), Szatmári, Ferenczi, Lázár, Sidibe, Kulcsár.
A mérkőzés első 10 percében a Ferencváros tűnt aktívabbak, de ezt követően debreceni helyzetek következtek, Holman, Brkovic és Horváth próbálkozásánál is elkerülte a kaput a labda. Dibusz Dénesnek a 34. percben kellett először védenie, amikor egy szabadrúgás-variáció Varga József bal sarokra tartó lövésével végződött. A második félidő nyílt játékot hozott, elsősorban a debreceniek előtt adódtak ígéretes helyzetek, de a kapu előtt nem voltak kellően határozottak a támadók. A lefújásig nem született gól, így duplán is 0–0-ról kezdődik az áprilisi budapesti visszavágó.
Nagyon jó mérkőzést játszottunk a Ferencvárossal. Volt több gólszerzési lehetőségünk, a fejesekre gondolok, illetve Takács Tamás és Tisza Tibi helyzetére. Közelebb álltunk a győzelemhez, ezt a mérkőzést meg kellett volna nyernünk. Fegyelmezetten, taktikusan futballozott a csapat, a Ferencvárosnak nem sok helyzete volt, nekünk azonban igen.
Nem volt egy szép mérkőzés, kevés volt a helyzet. Sokat kockáztattunk a könnyelmű labdavesztésekkel, ezzel a döntetlennel így összességében együtt tudunk élni.

#### Visszavágó
| 2016. április 13., szerda 18.00 (TV: M4 Sport) |

| Ferencvárosi TC                                 | 3 – 0               | Debreceni VSC–Teva                                          |
| ----------------------------------------------- | ------------------- | ----------------------------------------------------------- |
| Gera 22' (11-esből) 79' Nagy D. 90' Gyömbér 75' | (1 – 0) Jegyzőkönyv | 19′ Verpecz 58' Holman 78' Brković 83' Korhut 87' Jovanović |

| Groupama Aréna, Budapest Nézőszám: 4 500 Játékvezető: Karakó Ferenc (magyar) Asszisztensek: Erős Gábor és Georgiu Theodoros |

Debreceni VSC: Verpecz — Jovanović, Mészáros, Brković, Korhut — Đelmić, Varga, Szakály , Horváth (Radošević  21') — Holman (Tisza  69') — Kulcsár (Takács  46') · Fel nem használt cserék: Szatmári, Ferenczi, Lázár, Máté.
A találkozó első negyedórája nem hozott különösebb izgalmakat, inkább a Ferencváros kezdeményezett, de csak kisebb lehetőségekig jutott. A 18. percben történt a mérkőzés egyik legfontosabb mozzanata, amikor Varga József óriásit hibázott saját kapuja előtt, Böde Dániel ziccerben vezette a kapusra a labdát, Verpecz István csak szabálytalanul tudta megakadályozni a gólszerzésben. A szabálytalanság piros lapot eredményezett Verpecznek, a Fradi pedig büntetőhöz jutott, amit Gera Zoltán magabiztosan értékesített (1–0). Emberelőnyben többet támadott a Ferencváros, helyzetekben sem volt hiány, de a debrecenieknek is voltak lehetőségei, ezért Thomas Doll nem lehetett nyugodt a kispadon. A 79. percben érkezett a második Fradi-gól, amikor Gera 22 méterről, szabadrúgásból tekert a jobb alsó sarokba (2–0). Ezzel eldőlt a továbbjutás kérdése, de a zöld-fehérek az utolsó pillanatokban még lőttek egy gólt, egy kontra végén Gera tette ki a labdát Nagy Dominiknak, aki a jobbösszekötő helyéről csinált egy cselt, majd a 16-os vonaláról a kapu jobb oldalába lőtt (3–0).
A 20. percben tizenegyeshez jutottunk, amit értékesítettünk, és mivel kiállítás is történt, az ellenfél innentől kevesebb emberrel futballozott. A második félidőben volt olyan időszak, amikor nehézkesen mozogtunk, lehet, hogy ez normális egy ilyen hosszú időszak vége felé. Utána megint magunkra találtunk, és megérdemelten nyertünk.
Saját magunkat vertük meg. A 18. percben így hazaadunk, ezzel kiállítatjuk a kapusunkat, és adunk a Ferencvárosnak több mint hetven perc előnyt. A piros lap büntetővel is járt, belőtték, utána nagyon nehézzé vált. A vége felé megpróbáltunk egy kicsit nyomást helyezni a hazai csapatra, de Gera Zoltán második találata szabadrúgásból eldöntötte a mérkőzést. Nem így terveztük természetesen, ilyen hibát nem lehet elkövetni egy ilyen találkozón.
Továbbjutott a Ferencváros, 3–0-s összesítéssel.

## Európa-liga
A 2015–2016-os Európa-liga első és második selejtezőkörének sorsolását 2015. június 22-én tartották az Európai Labdarúgó-szövetség (UEFA) svájci főhadiszállásán, Nyonban.
      Győzelem
      Döntetlen
      Vereség

### 1. selejtezőkör
| 2015. július 2. 18.30 (CEST) |

| Debreceni VSC                          | 3 – 0                         | FK Sutjeska Nikšić            |
| -------------------------------------- | ----------------------------- | ----------------------------- |
| Mihelič 16' Brković 71' 63' Sidibe 74' | (1 – 0) Jegyzőkönyv Részletek | 47' Ognjanović 90+2' Šofranac |

| Nagyerdei stadion, Debrecen Nézőszám: 5 744 Játékvezető: Raymond Crangle (északír) Asszisztensek: Andrew Neeson, James Eakin |

- Debreceni VSC: Verpecz — Jovanović, Brković, Mészáros, Korhut — Mihelič, Varga, Szakály, Bódi (Zsidai  85') — Balogh (Sidibe  46'), Kulcsár (Horváth  66')

| 2015. július 9. 17.30 (CEST) |

| FK Sutjeska Nikšić                              | 2 – 0                         | Debreceni VSC                           |
| ----------------------------------------------- | ----------------------------- | --------------------------------------- |
| Fukui 53' Božović 81' 71' Vučić 41' Nikolić 52' | (0 – 0) Jegyzőkönyv Részletek | 63' Jovanović 81' Mészáros 90+4' Balogh |

| Gradszki stadion, Niksics (Montenegró) Nézőszám: 1 000 Játékvezető: Erik Lambrechts (belga) Asszisztensek: Karel De Rocker, Jo de Weirdt |

- Debreceni VSC: Verpecz — Jovanović, Mészáros, Brković, Korhut — Horváth (Szécsi  46'), Varga, Szakály (Morozov  90+1'), Bódi — Kulcsár (Balogh  73'), Sidibe

Továbbjutott a Debreceni VSC, 3–2-es összesítéssel.

### 2. selejtezőkör
| 2015. július 16. 18.00 (CEST) |

| Skonto FK                                                   | 2 – 2                         | Debreceni VSC                                                                 |
| ----------------------------------------------------------- | ----------------------------- | ----------------------------------------------------------------------------- |
| Karašausks 27' 47' Timofejevs 80' Kozlovs 77' Murillo 90+4' | (1 – 1) Jegyzőkönyv Részletek | 9' 33' Tisza 72' Castillion 40' Jovanović 64' Korhut 89' Mészáros 90' Brković |

| Skonto stadions, Riga (Lettország) Nézőszám: 2 000 Játékvezető: Mads-Kristoffer Kristoffersen (dán) Asszisztensek: Lars Rix, Henrik Sønderby |

- Debreceni VSC: Verpecz — Jovanović, Brković, Mészáros, Korhut — Tisza (Szécsi  80'), Varga, Szakály, Bódi — Balogh (Horváth  90+3'), Sidibe (Castillion  71')

| 2015. július 23. 17.00 (CEST) |

| Debreceni VSC                                                                                                 | 9 – 2                         | Skonto FK                                                            |
| --- | ----------------------------- | -------------------------------------------------------------------- |
| Tisza 7' 45+2' Balogh 12' Sidibe 29' 31' Brković 51' Szakály 54' (11-esből) Bódi 58' Castillion 70' Varga 38' | (5 – 0) Jegyzőkönyv Részletek | 59' Gutkovskis 65' Rode 27′, 80′ Kovalovs 57' Indrāns 72' Timofejevs |

| Nagyerdei stadion, Debrecen Nézőszám: 8 532 Játékvezető: Vitalij Meshkov (orosz) Asszisztensek: Anton Averjanov, Igor Demesko |

- Debreceni VSC: Verpecz — Jovanović, Brković, Mészáros, Korhut — Bódi (Horváth  62'), Varga (Zsidai  46'), Szakály — Balogh (Castillion  56'), Tisza, Sidibe

Továbbjutott a Debreceni VSC, 11–4-es összesítéssel.

### 3. selejtezőkör
| 2015. július 30. 20.00 |

| Debreceni VSC                             | 2 – 3                         | Rosenborg BK                      |
| ----------------------------------------- | ----------------------------- | --------------------------------- |
| Balogh 33' Bódi 90' Varga 49' Brković 57' | (1 – 0) Jegyzőkönyv Részletek | 52' 87' Mikkelsen 58' 45' Helland |

| Nagyerdei stadion, Debrecen Nézőszám: 10 532 Játékvezető: Neil Doyle (ír) Asszisztensek: Mark Gavin, Robert Clarke |

- Debreceni VSC: Verpecz — Jovanović, Máté, Brković, Korhut — Varga — Tisza, (Mihelič  84'), Szakály (Zsidai  84'), Bódi — Balogh, Sidibe (Castillion  64')

| 2015. augusztus 6. 19.00 |

| Rosenborg BK                         | 3 – 1                         | Debreceni VSC                             |
| ------------------------------------ | ----------------------------- | ----------------------------------------- |
| Søderlund 27' Jensen 40' Midtsjø 86' | (2 – 1) Jegyzőkönyv Részletek | 43' Castillion 45+1′, 48′ Máté 90+3' Bódi |

| Lerkendal Stadion, Trondheim (Norvégia) Nézőszám: 12 919 Játékvezető: Clayton Pisani (máltai) Asszisztensek: Alan Camilleri, Edward Spiteri |

- Debreceni VSC: Verpecz — Jovanović, Mészáros, Máté, Korhut — Bódi, Varga, Tisza, (Morozov  52') — Balogh (Zsidai  62'), Castillion, Sidibe (Mihelič  77')

Továbbjutott a Rosenborg BK, 6–3-as összesítéssel.

## Felkészülési mérkőzések
Győzelem
      Döntetlen
      Vereség

### Nyár
| 2015. június 25. 17.00 |

| Debreceni VSC                     | 0 – 2               | Ferencvárosi TC                                   |
| --------------------------------- | ------------------- | ------------------------------------------------- |
| Szakály 37' Mihelič 64' Varga 77' | (0 – 1) Jegyzőkönyv | 43' Busai 56' Varga 33' Mateos 68' Čukić 81' Gera |

| Nagyerdei stadion, Debrecen Nézőszám: 400 Játékvezető: Nazsa Tamás (magyar) Asszisztensek: Horváth Róbert, Berecz Attila |

- Debreceni VSC: Radošević — Jovanović (Nagy  67'), Mészáros (Morozov  67'), Brković, Korhut — Bódi (Sós  67'), Varga J., Szakály (Zsidai  67') — Kulcsár (Sidibe  67'), Balogh (Tisza  46'), Horváth (Mihelič  46')

| 2015. június 28. 17.00 |

| Debreceni VSC | 2 – 3               | Mezőkövesd–Zsóry           |
| ------------- | ------------------- | -------------------------- |
| Tisza 72' 75' | (0 – 0) Jegyzőkönyv | 61' Tóth L. 81' 86' Bajzát |

| Debreceni Labdarúgó Akadémia, Debrecen-Pallag Nézőszám: 100 Játékvezető: Solymosi Péter (magyar) Asszisztensek: Horváth Róbert, Kövér Tamás |

- Debreceni VSC: Verpecz (Slakta  73') — Nagy (Kuti  46'), Szatmári, Morozov (Króner  46'), Barna — Szécsi, Berdó, Zsidai (Varga Kevin  58'), Sós (Sidibe  46') — Bereczki, Tisza

| 2015. július 5. 18.00 |

| Debreceni VSC                         | 5 – 0               | Békéscsaba 1912 Előre |
| ------------------------------------- | ------------------- | --------------------- |
| Horváth 18' 45' Tisza 47' 53' Sós 69' | (2 – 0) Jegyzőkönyv |                       |

| Debreceni Labdarúgó Akadémia, Debrecen-Pallag Játékvezető: Karakó Ferenc (magyar) |

- Debreceni VSC: Radošević (Slakta  75') — Nagy (Kondás  53'), Máté (Szilvási  46'), Morozov (Szatmári  53'), Kuti — Horváth (Szécsi  46'), Berdó, Zsidai (Kovács  53'), Sós — Bereczki, Castillion (Tisza  46')

| 2015. július 12. 16.00 |

| Debreceni VSC                 | 3 – 1               | FC Baia Mare (Nagybánya) Román II. Liga |
| ----------------------------- | ------------------- | --------------------------------------- |
| Castillion 38' 60' Szécsi 86' | (1 – 1) Jegyzőkönyv | 45+2' Deac                              |

| Debreceni Labdarúgó Akadémia, Debrecen-Pallag Játékvezető: Solymosi Péter (magyar) |

- Debreceni VSC: Radošević — Nagy, Máté (Morozov  46'), Szilvási (Szatmári  46'), Sós — Bereczki, Zsidai (Berdó  46'), Mihelič (Szécsi  46'), Tisza — Castillion, Balogh

### Ősz
| 2015. szeptember 5., szombat 16.30 |

| Debreceni VSC–Teva                  | 3 – 0               | FK Spartak Zlatibor Voda (Szabadka) Jelen Superliga (Szerb I. Liga) |
| ----------------------------------- | ------------------- | ------------------------------------------------------------------- |
| Ferenczi 60' Horváth 71' Sidibe 86' | (0 – 0) Jegyzőkönyv |                                                                     |

| Nagyerdei stadion, Debrecen Nézőszám: 400 Játékvezető: Solymosi Péter (magyar) |

- Debreceni VSC (1. félidő): Balogh J. — Kuti, Brković, Máté, Barna — Bereczki, Berdó, Varga, Sós — Castillion, Szécsi
- Debreceni VSC (2. félidő): Balogh J. — Jovanović, Brković, Szatmári, Barna (Korhut  63') — Horváth, Ferenczi, Varga, Sós (Tisza  63') — Sidibe, Szécsi (Lázár  70')

| 2015. október 10., szombat 11.00 |

| Debreceni VSC–Teva               | 4 – 0               | Kisvárda FC (NB II) |
| -------------------------------- | ------------------- | ------------------- |
| Sós 7' 33' Tisza 60' Kulcsár 78' | (2 – 0) Jegyzőkönyv |                     |

| Debreceni Labdarúgó Akadémia, Debrecen-Pallag Játékvezető: Solymosi Péter (magyar) |

- Debreceni VSC (1. félidő): Slakta — Lázár, Kinyik, Szatmári, Barna — Szécsi, Szakály, Horváth, Ferenczi — Castillion, Sós
- Debreceni VSC (2. félidő): Slakta — Mészáros, Kinyik (Nagy  79'), Brković, Korhut — Tisza, Zsidai, Horváth, Kondás — Kulcsár, Sidibe

| 2015. november 7., szombat 12.00 |

| Békéscsaba 1912 Előre | 1 – 1               | Debreceni VSC–Teva |
| --------------------- | ------------------- | ------------------ |
| Fábio 65'             | (0 – 1) Jegyzőkönyv | 9' Kulcsár         |

| Kórház utcai stadion, Békéscsaba Játékvezető: Iványi Zoltán (magyar) Asszisztensek: Albert István és Buzás Balázs |

- Debreceni VSC (1. félidő): Radošević — Nagy, Szilvási, Brković, Ferenczi — Jovanović, Varga, Szakály  — Tisza — Kulcsár, Horváth
- Debreceni VSC (2. félidő): Radošević (Deczki  70') — Nagy, Szilvási, Máté, Sós — Jovanović, Varga, Szakály  — Sidibe — Kulcsár (Szécsi  63'), Horváth (Bereczki  63')

| 2015. november 14., szombat 12.00 |

| Debreceni VSC–Teva                                         | 4 – 1               | Balmazújvárosi FC (NB II) |
| ---------------------------------------------------------- | ------------------- | ------------------------- |
| Bódi 19' Szakály 42' Horváth 54' (11-esből) Castillion 88' | (2 – 0) Jegyzőkönyv | 65' Kónya                 |

| Debreceni Labdarúgó Akadémia, Debrecen-Pallag Játékvezető: Solymosi Péter (magyar) |

- Debreceni VSC (1. félidő): Radošević — Nagy, Szatmári, Brković, Korhut — Jovanović, Bódi, Szakály — Balogh N., Sidibe, Kulcsár.
- Debreceni VSC (2. félidő): Verpecz — Lázár, Szatmári, Mészáros, Ferenczi — Bereczki, Berdó, Szécsi (Sós  70') — Coulibaly, Castillion, Horváth.

### Tél
| 2016. január 16., szombat 1. mérkőzés |

| Debreceni VSC–Teva | 1 – 1               | CS Gaz Metan Mediaș (Szászmedgyes) (román I.) |
| ------------------ | ------------------- | --------------------------------------------- |
| Szatmári 68'       | (0 – 1) Jegyzőkönyv | 8' Staicu                                     |

| Debreceni Labdarúgó Akadémia, Debrecen-Pallag Játékvezető: Nagy Norbert (magyar) |

- Debreceni VSC: Verpecz (Deczki  70') — Nagy, Szatmári, Máté, Korhut — Bereczki, Ludánszki (Kinyik  65'), Mladenović, Ferenczi — Sándor, Sidibe.

| 2016. január 16., szombat 2. mérkőzés |

| Debreceni VSC–Teva              | 3 – 2               | CS Gaz Metan Mediaș (Szászmedgyes) (román I.) |
| ------------------------------- | ------------------- | --------------------------------------------- |
| Szakály 3' Bódi 70' Kulcsár 74' | (1 – 0) Jegyzőkönyv | 51' Buziuc 79' Balas                          |

| Debreceni Labdarúgó Akadémia, Debrecen-Pallag Játékvezető: Kátai Gábor (magyar) |

- Debreceni VSC: Radošević — Lázár, Brković, Mészáros (Kinyik  73'), Barna — Bódi, Jovanović, Szakály, Horváth — Kulcsár, Coulibaly.

| 2016. január 23., szombat 12.00 (1. mérkőzés) |

| Debreceni VSC–Teva     | 2 – 0               | MFK Zemplín Michalovce (szlovák I.) |
| ---------------------- | ------------------- | ----------------------------------- |
| Holman 35' Horváth 47' | (1 – 0) Jegyzőkönyv |                                     |

| Oláh Gábor utcai stadion, Debrecen Játékvezető: Nagy Róbert (magyar) |

- Debreceni VSC: Verpecz (Deczki  78') — Lázár, Szatmári, Mészáros (Kinyik  69'), Barna — Bereczki, Varga (Ludánszki  63'), Holman, Horváth (Kertész  63') — Tisza, Coulibaly.

| 2016. január 23., szombat 14.00 (2. mérkőzés) |

| Debreceni VSC–Teva | 0 – 2               | MFK Zemplín Michalovce (szlovák I.) |
| ------------------ | ------------------- | ----------------------------------- |
|                    | (0 – 0) Jegyzőkönyv | 55' Hamulac 57' Nworah              |

| Oláh Gábor utcai stadion, Debrecen Játékvezető: Mucsai (magyar) |

- Debreceni VSC: Radošević — Nagy (Kinyik  68'), Brković, Máté, Korhut — Bódi, Jovanović, Szakály, Ferenczi — Kulcsár (Sándor  72'), Sidibe (Kertész  65').

| 2016. január 30., szombat 12.00 (1. mérkőzés) |

| Videoton FC                      | 3 – 1               | Debreceni VSC–Teva |
| -------------------------------- | ------------------- | ------------------ |
| Kovács 47' Lang 55' Feczesin 89' | (0 – 0) Jegyzőkönyv | 65' Tisza          |

| Sóstói Stadion edzőpálya, Székesfehérvár Játékvezető: Berke Balázs (magyar) Asszisztensek: Lémon Oszkár és Márton Zsolt |

- Debreceni VSC 1. félidő: Verpecz — Nagy, Máté, Szatmári, Kinyik — Bereczki, Varga, Tisza, Ferenczi — Coulibaly, Sidibe.
- Debreceni VSC 2. félidő: Verpecz — Nagy, Máté, Brković, Korhut — Szakály, Varga, Tisza, Ferenczi — Coulibaly, Holman.

| 2016. január 30., szombat 14.00 (2. mérkőzés) |

| Videoton FC | 1 – 2               | Debreceni VSC–Teva   |
| ----------- | ------------------- | -------------------- |
| Paudits 8'  | (1 – 2) Jegyzőkönyv | 11' Horváth 43' Bódi |

| Sóstói Stadion edzőpálya, Székesfehérvár Játékvezető: Szilasi Szabolcs (magyar) |

- Debreceni VSC 1. félidő: Radošević — Lázár, Mészáros, Brković, Korhut — Bódi, Jovanović, Holman, Szakály — Horváth, Takács.
- Debreceni VSC 2. félidő: Radošević (Deczki  76') — Lázár, Mészáros, Kinyik, Kondás — Bódi (Berdó  60', Jovanović, Kulcsár, Sándor — Horváth, Takács (Kertész  60', Bereczki  76').

| 2016. február 4., csütörtök 14.00 |

| Debreceni VSC–Teva      | 2 – 3               | Ferencvárosi TC             |
| ----------------------- | ------------------- | --------------------------- |
| Horváth 10' Brković 80' | (1 – 2) Jegyzőkönyv | 7' Lamah 21' Varga 60' Radó |

| Debreceni Labdarúgó Akadémia centerpálya, Debrecen-Pallag Nézőszám: zártkapus Játékvezető: Takács János (magyar) |

- Debreceni VSC: Radošević — Lázár (Đelmić  59'), Mészáros (Szatmári  71'), Brković, Korhut — Varga — Jovanović, Szakály  (Sidibe  59'), Holman (Ferenczi  77'), Horváth (Tisza  77') — Kulcsár (Coulibaly  46') Fel nem használt cserék: Verpecz (kapus), Máté, Kinyik.

### Tavasz
| 2016. március 26., szombat 12.00 |

| Balmaz Kamilla Gyógyfürdő (NB II) | 1 – 1               | Debreceni VSC–Teva  |
| --------------------------------- | ------------------- | ------------------- |
| Kovács Á. 39'                     | (1 – 1) Jegyzőkönyv | 36' Ibrahima Sidibe |

| Balmazújváros Játékvezető: Solymosi Péter (magyar) |

- Debreceni VSC: Verpecz — Nagy (Kinyik  46'), Máté, Szatmári,  Ferenczi — Đelmić (Bereczki  60'), Sándor (Berdó  46' (Kondás  60')), Tisza, Bódi — Coulibaly, Sidibe (Kulcsár  46').

A bajnoki szünetet kihasználva edzőmérkőzést játszott a DVSC-TEVA az NB II-ben szereplő Balmazújváros otthonában. A Lokinál elsősorban azok kaptak szerepet, akik a bajnoki találkozókon ritkábban lépnek pályára. Nagy volt az iram, a hazai csapat ívelgetésekkel próbálkozott, Kovács Ádám háromszor is kapura fejelhetett, de vagy Verpecz István védett, vagy mellé ment a labda. Nálunk Bódi Ádámnak volt egy ígéretes próbálkozása 16 méterről, ami nem sokkal kerülte el a kaput, illetve egy jobb oldali beadás után Adamo Coulibaly középről lőhetett, de nem találta el jól a labdát, így oda lett a lehetőség. A 36. percben vezetést szerzett a DVSC-TEVA, egy lepattanót Ibrahima Sidibe vágott 8 méterről a hálóba. Ezután a Balmazújvárosnak volt egy nagy helyzete, majd egyenlíteni is tudtak a hazaiak, amikor egy jobb oldali akció során Belényesi adott középre, Kovács Ádám pedig közelről beverte. A szünet után egy jó ideig mezőnyjáték folyt a pályán, helyzetek nem alakultak ki a kapuk előtt, inkább a küzdelem dominált. A hajrában azonban megélénkültek az események, mindkét csapat kidolgozott nagy lehetőségeket, csak a befejezések nem sikerültek, így maradt az eredmény.